# 예루살렘의 역사
예루살렘은 5,000년이 넘는 역사를 가진 세계에서 가장 오래된 도시 중 하나이다. 그 기원은 기원전 약 3000년경으로 거슬러 올라가며, 기혼샘 근처에 최초의 정착지가 있었다. 이 도시는 기원전 2000년경 이집트의 저주문에 "루살리뭄"으로 처음 언급된다. 기원전 17세기경 예루살렘은 가나안 통치하에 요새화된 도시로 발전했으며, 거대한 성벽이 수계를 보호했다. 후기 청동기 시대에 예루살렘은 아마르나 문서에 기록된 바와 같이 고대 이집트의 속국이 되었다.
이 도시의 중요성은 기원전 1000년경 다윗 왕이 예루살렘을 점령하고 통일 이스라엘 왕국의 수도로 삼으면서 이스라엘 시대에 커졌다. 다윗의 아들인 솔로몬은 제1성전을 건축하여 도시를 주요 종교 중심지로 만들었다. 왕국이 분열된 후, 예루살렘은 기원전 586년에 신바빌로니아 제국에 의해 점령될 때까지 유다 왕국의 수도가 되었다. 바빌로니아인들은 제1성전을 파괴했고, 이는 유대인들의 바빌론 유수로 이어졌다. 기원전 539년 페르시아의 바빌론 정복 후, 키루스 2세는 유대인들이 돌아와 도시와 제2성전을 재건하도록 허락했으며, 이는 제2성전기의 시작을 알렸다. 예루살렘은 기원전 332년 알렉산드로스 대왕의 정복 이후 헬레니즘 통치하에 놓였고, 이는 고대 그리스의 문화적, 정치적 영향력 증대로 이어졌다. 기원전 2세기의 마카베오 전쟁은 예루살렘을 독립 국가의 수도로 삼아 유대인의 자치권을 잠시 회복시켰다.
기원전 63년 예루살렘은 폼페이에게 정복당하고 로마 제국의 일부가 되었다. 이 도시는 70년에 제2성전의 파괴로 절정에 달한 유대-로마 전쟁까지 로마의 지배하에 있었다. 바르 코크바의 난 (132–136년) 이후 이 도시는 아일리아 카피톨리나로 이름이 바뀌고 로마 식민지로 재건되었으며, 유대인들은 도시 진입이 금지되었다. 예루살렘은 콘스탄티누스 1세가 성묘교회 건설을 승인한 후 동로마 제국 시대에 기독교의 중심지로서 중요성을 얻었다. 638년에 예루살렘은 라시둔 칼리파국에 의해 정복되었고, 초기 이슬람 통치하에 바위의 돔과 알아크사 모스크가 건설되어 이슬람에서 종교적 중요성을 확고히 했다. 십자군 시대에 예루살렘은 1099년에 십자군에게 점령되고 1187년에 살라딘에게 재점령되는 등 여러 차례 주인이 바뀌었다. 이 도시는 아이유브 술탄국과 맘루크 술탄국 시대를 거쳐 이슬람의 지배하에 있었으며, 1517년 오스만 제국의 일부가 되었다.
근대 시대에 예루살렘은 1948년 아랍-이스라엘 전쟁 이후 이스라엘과 요르단 사이에 분할되었다. 이스라엘은 1967년 제3차 중동 전쟁 중에 동예루살렘을 점령하여 도시를 이스라엘의 통제하에 통합했다. 예루살렘의 지위는 여전히 이스라엘인과 팔레스타인인 모두가 자신들의 수도라고 주장하는 매우 논쟁적인 문제이다. 역사학적으로 이 도시의 역사는 종종 경쟁적인 민족 서사의 관점에서 해석된다. 이스라엘 학자들은 도시와 고대 유대인의 연관성을 강조하는 반면, 팔레스타인 서사들은 도시의 더 넓은 역사적, 다문화적 중요성을 강조한다. 두 관점 모두 예루살렘의 지위와 미래에 대한 현대적 논의에 영향을 미친다.

## 청동기 시대

### 초기 청동기
고고학적 증거에 따르면 기원전 3000년에서 2800년 사이에 기혼샘 근처에 최초의 정착지가 세워졌다.

### 중기 청동기
도시가 처음 언급된 것은 기원전 약 2000년 이집트 중왕국의 저주문에서 이 도시가 루살리뭄으로 기록된 때였다. 이름의 어근 S-L-M은 "평화"(현대 아랍어와 히브리어의 살람 또는 샬롬과 비교) 또는 가나안 종교의 황혼의 신 샬림을 가리키는 것으로 생각된다.
고고학적 증거에 따르면 기원전 17세기까지 가나안인들은 고대 수계를 보호하기 위해 예루살렘의 동쪽에 거대한 성벽(4~5톤의 바위, 높이 26피트)을 쌓았다.

### 후기 청동기

#### 이집트 시대
제18왕조. 기원전 약 1550~1400년경, 예루살렘은 아흐모세 1세와 투트모세 1세 휘하의 이집트 이집트 신왕국이 이집트를 재통일하고 레반트로 확장한 후 이집트의 속국이 되었다.
아마르나 시대(기원전 약 1350년)에 우루살림은 이집트 왕의 속국으로 경쟁하던 여러 작은 도시 국가 중 하나였다. 이 곳은 신선한 샘물이 있는 중요한 대상들의 정거장이었다. 여러 아마르나 문서에는 이 도시와 통치자들이 더 많은 영토를 놓고 이웃 통치자들과 경쟁하는 내용이 언급되어 있다. 이 지역에서 문제를 일으키는 사람들 중에는 하비루(히브리인)가 있었는데, 이들은 "이스라엘 민족"을 구성하는 여러 집단 중 하나가 될 것이다.
- 압디-헤바.[4] 이 통치자는 아마르나 문서 EA 280, EA 366, EA 285, EA 286, EA 287, EA 288, EA 289, EA 290에 언급되어 있다.
- 가트에서 온 예루살렘과 그 통치자에 관한 아마르나 문서: EA 280, EA 335, EA 366.
- 예루살렘과 그 통치자에게서 온 아마르나 문서: EA 285, EA 286, EA 287, EA 288, EA 289, EA 290.

'제19왕조. 후기 청동기 IIB 시대에 이집트 제19왕조는 시리아를 점령한 히타이트인들과의 국경 분쟁으로 권력을 잡았다. 람세스 2세 4년에 람세스 2세가 아무루를 점령했고, 람세스 2세 5년에는 유명한 카데시 전투가 있었다. 이 사건은 히타이트와 이집트 모두의 군사력을 크게 약화시켰을 뿐만 아니라, 점진적으로 건조해지는 기후 조건에도 영향을 미쳤다.
제20왕조. 제19왕조의 종말과 함께 과도기가 시작되었다. 제20왕조는 정치적 혼란과 반란의 시기 이후에 권력을 잡았다. 람세스 3세는 바다 민족과 싸웠으며 마지막 위대한 왕으로 여겨진다. 기원전 1178년에는 자히 전투(자히는 가나안의 이집트 이름)가 있었다. 이 지역에서 이집트의 힘은 기원전 12세기, 후기 청동기 시대의 붕괴 동안 쇠퇴하기 시작했다. 성경에 따르면, 이때 예루살렘은 여부스라고 알려졌으며, 당시 독립적인 가나안 거주민들은 여부스족으로 알려졌다.

## 철기 시대

### 유다 왕국
성경에 따르면, 이 도시의 이스라엘 역사는 기원전 약 1000년에 다윗 왕의 예루살렘 점령으로 시작되었으며, 이후 예루살렘은 다윗성이자 통일 이스라엘 왕국의 수도가 되었다. 사무엘기에 따르면, 여부스족은 이스라엘인들의 도시 점령 시도를 성공적으로 저항했으며, 다윗 왕 시대에는 심지어 눈먼 자와 절름발이도 이스라엘 군대를 물리칠 수 있다고 주장하며 그러한 시도를 조롱했다. 그럼에도 불구하고, 사무엘기 마소라 본문은 다윗이 "물통"을 통해 군대를 보내 도시 안에서 공격함으로써 몰래 도시를 점령했다고 진술한다. 고고학자들은 현재 이것을 믿기 어렵다고 본다. 왜냐하면 도시로 물통이 연결되는 유일한 알려진 장소인 기혼샘은 현재 철저히 방어되었던 것으로 알려져 있기 때문이다(따라서 이 경로를 통한 공격은 비밀스럽기보다는 명백했을 것이다). 그러나 더 오래된 70인역 본문은 다윗의 군대가 물통을 통해서가 아니라 단검을 사용하여 여부스족을 물리쳤다고 제안한다. 다윗이 도시를 지배할 때와 그 이전에도 예루살렘에는 또 다른 왕인 아라우나가 있었는데, 그는 아마도 예루살렘의 여부스족 왕이었을 것이다. 당시 오펠에 있던 이 도시는 남쪽으로 확장되었고 다윗에 의해 이스라엘 왕국의 수도로 선포되었다. 다윗은 또한 아라우나에게서 구입한 타작마당에 제단을 건설했다. 일부 성경 학자들은 이를 서사의 저자가 기존 성역에 이스라엘적 기초를 부여하려는 시도로 본다.
나중에 솔로몬 왕은 역대기에서 다윗의 제단과 동일시하는 장소에 더 실질적인 성전인 제1성전을 건축했다. 이 성전은 이 지역의 주요 문화 중심지가 되었으며, 결국 히즈키야와 요시아와 같은 종교 개혁 이후, 이 성전은 실로와 벧엘과 같이 이전에 강력했던 다른 의례 중심지들을 희생시키면서 주요 예배 장소가 되었다. 솔로몬은 또한 예루살렘에서 자신의 궁전 건설과 밀로 건설(그 정체는 다소 논란이 있다)을 포함한 여러 중요한 건축 작업을 수행한 것으로 묘사된다. 고고학자들은 성경 이야기가 발굴 증거에 의해 뒷받침되는지에 대해 의견이 나뉜다. 일라트 마자르는 그녀의 발굴이 정확한 시기의 큰 석조 건물의 흔적을 밝혀냈다고 주장하는 반면, 이스라엘 핀켈슈타인은 발견물의 해석과 연대 모두에 이의를 제기한다.
유다 왕국이 더 큰 북이스라엘 왕국에서 분열되었을 때(성경은 솔로몬 통치 말기인 기원전 약 930년경으로 기록하지만, 핀켈슈타인 등은 통일 군주국의 존재 자체를 부정한다), 예루살렘은 유다 왕국의 수도가 되었고, 북이스라엘 왕국은 사마리아의 세겜에 수도를 두었다. 토마스 L. 톰슨은 이 도시가 기원전 7세기 중반에야 도시이자 주도 역할을 할 수 있게 되었다고 주장한다. 그러나 오메르 세르기는 다윗성과 오펠에서 최근 발견된 고고학적 유물들이 예루살렘이 이미 철기 시대 IIA에 중요한 도시였음을 시사하는 것으로 보인다고 주장한다.
최근 방사성 탄소 연대 측정으로 유기물에서 얻은 정확한 절대 연대는 예루살렘이 기원전 12세기부터 10세기까지 상대적으로 밀집되어 거주했으며, 도시의 주요 서쪽 확장이 이미 기원전 9세기에 시작되었음을 보여준다.
성경과 지역 고고학적 증거 모두 이 지역이 기원전 925년에서 732년까지 정치적으로 불안정했음을 시사한다. 기원전 925년, 이 지역은 제3중간기의 이집트 파라오 셰숑크 1세의 침략을 받았는데, 그는 아마도 예루살렘을 점령하고 약탈한 성경에 언급된 최초의 파라오 시삭과 동일 인물일 것이다. 약 75년 후, 예루살렘군은 카르카르 전투에서 신아시리아 제국의 왕 샬마네세르 3세에 대항하여 결정적이지 않은 전투에 참여했을 가능성이 높다. 성경에 따르면, 당시 유다의 여호사밧은 이스라엘 왕국의 아합과 동맹을 맺었다. 성경은 이 전투 직후 예루살렘이 블레셋인, 아랍인, 에티오피아인에 의해 약탈당했으며, 그들은 여호람 왕의 집을 약탈하고 막내 아들 여호아하즈를 제외한 그의 모든 가족을 데려갔다고 기록한다.
두 십 년 후, 예루살렘을 포함한 가나안 대부분은 아람 다마스쿠스의 하사엘에게 정복당했다. 성경에 따르면, 유다의 여호아스는 예루살렘의 모든 보물을 공물로 바쳤지만, 하사엘은 도시의 "모든 백성 지도자"를 파괴했다. 그리고 반세기 후, 이 도시는 여호아스에 의해 약탈당했고, 그는 성벽을 파괴하고 아마지야를 포로로 잡았다.
제1성전기 말에 예루살렘은 왕국에서 유일하게 활동하는 종교 성지이자 정기적인 순례의 중심지였다. 이는 고고학자들 사이에서 일반적으로 증거에 의해 입증되는 것으로 간주되는 사실이다. 비록 이 시대 말까지 전국에 퍼져 있는 아세라 상을 포함하는 더 개인적인 숭배가 남아 있었지만 말이다.

### 아시리아 시대
예루살렘은 약 400년 동안 유다 왕국의 수도였다. 이 도시는 약 20년 전에 함락된 사마리아와는 달리 기원전 701년 센나케립의 아시리아 공성전에서 살아남았다. 성경에 따르면, 이것은 천사가 센나케립 군대의 18만 5천 명을 죽인 기적적인 사건이었다. 이 사건과 동시대의 비문인 센나케립 연대기에 보존된 센나케립 자신의 기록에 따르면, 유다의 왕 히즈키야는 "우리 안에 갇힌 새처럼 도시에 갇혀" 있었고, 결국 센나케립에게 "30 달란트의 금과 800 달란트의 은, 그리고 다양한 보물, 풍부하고 거대한 전리품"을 보내 그를 떠나도록 설득했다.

### 바빌로니아 시대
기원전 597년의 예루살렘 공방전으로 인해 도시는 바빌로니아인들에게 함락되었고, 그들은 대부분의 귀족과 함께 젊은 왕 여호야긴을 바빌론 유수로 끌고 갔다. 네부카드네자르 2세가 왕위에 앉힌 시드키야가 반란을 일으켰고, 네부카드네자르는 도시를 다시 점령하여 시드키야의 자손들을 그의 앞에서 죽이고 시드키야의 눈을 뽑아 그가 마지막으로 볼 수 있는 것이 그것이 되게 했다. 바빌로니아인들은 그 다음 시드키야를 유다의 저명한 구성원들과 함께 포로로 끌고 갔다. 바빌로니아인들은 그 다음 성전을 불태우고 도시의 성벽을 파괴하고 아히캄의 아들 그달리야를 유다의 총독으로 임명했다. 52일간의 통치 후, 시드키야의 살아남은 후손인 느다냐의 아들 이시마엘은 암몬 왕 바알리스의 격려를 받아 그달리야를 암살했다. 남은 유다 백성 중 일부는 네부카드네자르의 복수를 두려워하여 이집트로 도망쳤다.

### 페르시아 (아케메네스) 시대
성경에 따르면, 그리고 아마도 키루스 원통에 의해 확증될 수 있듯이, 바빌론에서 수십 년간의 포로 생활과 아케메네스의 바빌로니아 정복 이후, 키루스 2세는 유대인들이 유다로 돌아가 성전을 재건하는 것을 허락했다. 에즈라-느헤미야 서는 다리우스 1세 6년(기원전 516년)에 제2성전의 건축이 완료되었고, 그 후 아르타크세르크세스 1세가 에즈라와 느헤미야를 보내 도시의 성벽을 재건하고 에벨-나리 사트라피 내의 예후드 메디나타 지방을 통치하게 했다고 기록한다. 이러한 사건들은 히브리어 성경의 역사적 이야기의 마지막 장을 나타낸다.
이 시기에 아람어가 새겨진 "예후드 주화"가 생산되었다. 이 주화들은 예루살렘이나 그 근처에서 주조된 것으로 추정되지만, 주화에 주조표시는 없다.

## 고전 고대

### 헬레니즘 시대

#### 프톨레마이오스 및 셀레우코스 속주
알렉산드로스 대왕이 아케메네스 제국을 정복했을 때, 예루살렘과 유대는 그리스의 지배를 받으며 헬레니즘의 영향을 받게 되었다. 알렉산드로스 사후 디아도코이 전쟁을 거쳐 예루살렘과 유대는 프톨레마이오스의 지배를 받아 프톨레마이오스 1세 치하에서 계속 예후드 주화를 주조했다. 기원전 198년, 파니움 전투의 결과로 프톨레마이오스 5세는 안티오코스 3세 메가스 휘하의 셀레우코스 제국에게 예루살렘과 유대를 잃었다.
셀레우코스 왕조 통치 하에서 많은 유대인들이 헬레니즘화되었고 그들의 도움으로 예루살렘을 헬레니즘화하려고 시도했으며, 결국 기원전 160년대에 맛다디아와 그의 다섯 아들인 시몬 마카베오, 요하난, 엘아자르, 요나단 마카베오, 그리고 유다 마카베오가 이끄는 반란으로 절정에 달했다. 맛다디아가 죽은 후, 유다 마카베오가 반란의 지도자가 되었고, 기원전 164년에 그는 예루살렘을 점령하고 성전 숭배를 회복시켰는데, 이 사건은 오늘날까지 유대인 명절인 하누카로 기념된다.

#### 하스몬 왕조 시대

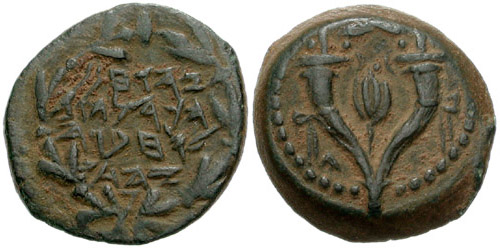
요한 히르카노스 (기원전 134년 ~ 기원전 104년)의 프루타 주화로, 고대 히브리어 비문 "Yehochanan Kohen Gadol Chaver Hayehudim"("대제사장 예호하난, 유대인의 차베르")이 새겨져 있다.

마카베오 전쟁의 결과로 예루살렘은 한 세기 이상 지속된 자치적이며 결국 독립적인 하스몬 왕국의 수도가 되었다. 유다가 죽은 후, 그의 형제 요나단 마카베오와 시몬 마카베오는 국가를 만들고 강화하는 데 성공했다. 그들은 시몬의 아들 요한 히르카노스에게 계승되었는데, 그는 독립을 쟁취하고 유대의 국경을 확장하며 주화를 주조하기 시작했다. 하스몬 유대는 왕국이 되었고 그의 아들 아리스토불로스 1세 왕과 그 후 알렉산드르 얀나이오스 왕 아래서 계속 확장되었다. 그의 미망인 살로메 알렉산드라가 기원전 67년에 죽자, 그녀의 아들 히르카노스 2세와 아리스토불로스 2세는 누가 그녀를 계승할지를 놓고 싸웠다. 그들의 분쟁을 해결하기 위해 관련된 당사자들은 로마 장군 폼페이에게 의지했고, 이는 유대의 로마 점령의 길을 열었다.
폼페이는 예루살렘을 장악한 아리스토불로스 2세보다 히르카노스 2세를 지지했고, 도시는 곧 포위되었다. 승리하자 폼페이는 지성소에 들어가 성전을 모독했는데, 이는 대제사장만이 할 수 있는 일이었다. 히르카노스 2세는 대제사장으로 복권되었으나 왕위는 박탈되었고 기원전 47년에 민족 통치자로 인정받았다. 유대는 자치 속주로 남아 있었으나 상당한 독립성을 유지했다. 마지막 하스몬 왕은 아리스토불로스의 아들 안티고노스 2세 마티티아후였다.

### 초기 로마 시대
기원전 37년, 헤로데 1세는 40일간의 공성전 끝에 예루살렘을 점령하며 하스몬 왕조의 통치를 끝냈다. 헤로데는 유다이아 속주를 로마인의 속주 왕으로 통치했고, 제2성전을 재건하고 주변 단지의 크기를 두 배 이상 늘렸으며, 다양한 화폐를 주조했다. 성전산은 고대 세계에서 가장 큰 테메노스(종교적 성역)가 되었다. 가이우스 플리니우스 세쿤두스는 헤로데의 업적에 대해 쓰면서 예루살렘을 "동방 도시들 중 단연 가장 유명한 도시이자 유대 도시들뿐만 아니라"라고 불렀다. 탈무드는 "헤로데 성전을 보지 못한 자는 평생 아름다운 건물을 보지 못한 것이다"라고 평한다. 그리고 타키투스는 "예루살렘은 유대인의 수도이다. 그곳에는 엄청난 부를 소유한 성전이 있었다"고 썼다.
헤로데는 또한 카에사레아 마리티마를 건설하여 예루살렘을 유다이아 속주의 로마 속주 수도로 대체했다. 기원전 4년에 헤로데가 죽은 후, 6년에는 유대와 예루살렘 시는 로마 프라에펙투스, 프로쿠라토르, 레가투스를 통해 로마의 직접 통치하에 놓였다(하스몬과 헤로데 통치자 목록 참조). 그러나 헤로데의 후손 중 한 명인 아그리파 1세(재위 41~44년)가 유다이아 속주의 명목상의 왕으로 다시 권력을 잡았다.
서기 1세기, 예루살렘은 초기 기독교의 발상지가 되었다. 신약성경에 따르면, 이곳은 예수 그리스도의 예수의 십자가형, 예수의 부활, 예수의 승천이 일어난 곳이다(또한 기독교의 예루살렘 참조). 사도행전에 따르면, 사도들이 성령을 오순절에 받아 복음을 전하고 그의 부활을 선포하기 시작한 곳이 바로 예루살렘이었다. 예루살렘은 결국 초기 기독교의 중심지가 되었고 교회의 다섯 총대주교좌 중 하나가 되었다. 동서교회 대분열 이후에도 이 도시는 동방 정교회의 일부로 남아 있었다.
제2성전기 말에 예루살렘의 크기와 인구는 20세기까지 깨지지 않을 정점에 달했다. 현대 추산에 따르면 당시 도시에는 약 7만에서 10만 명이 거주하고 있었다.

### 유대-로마 전쟁

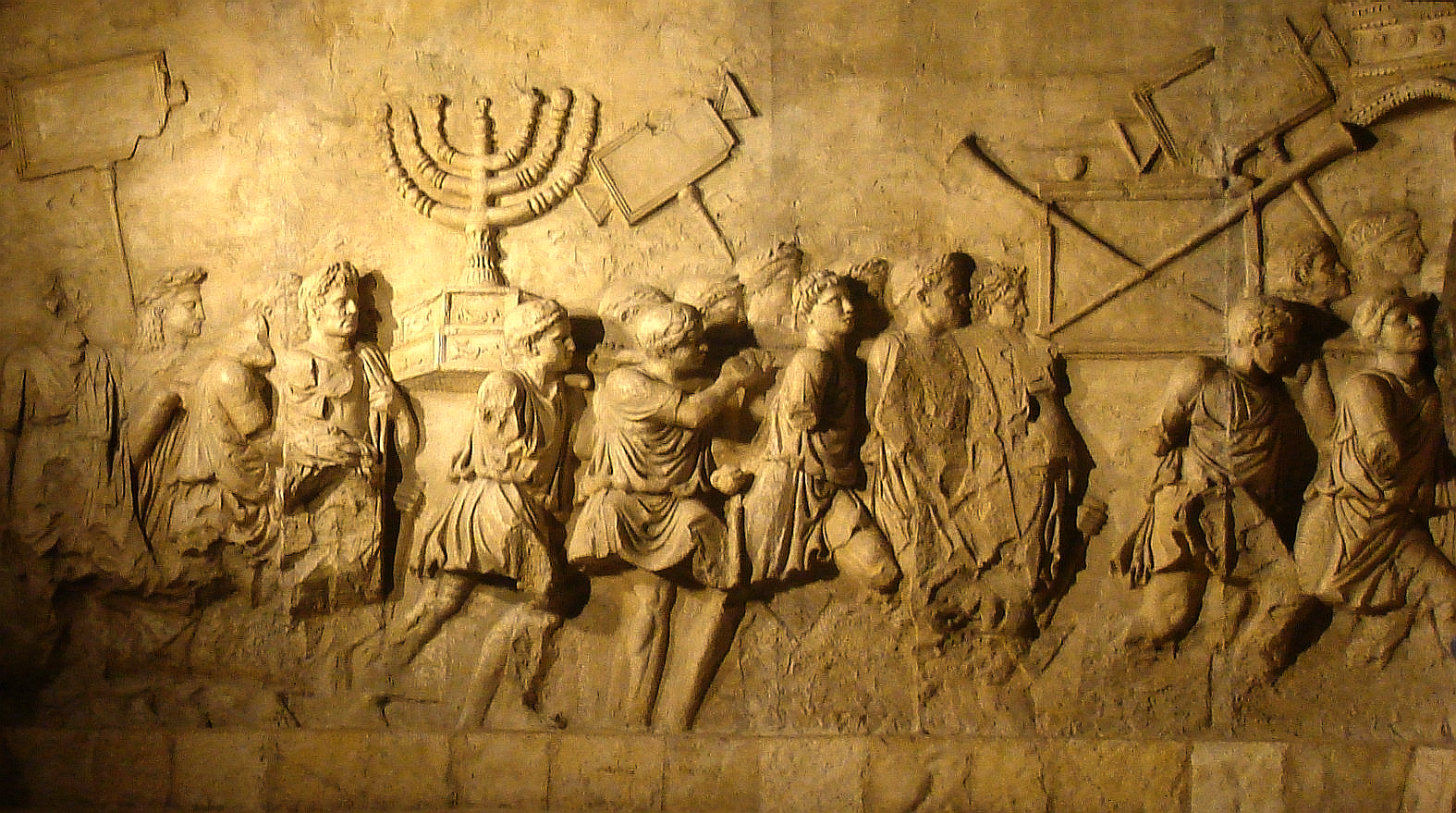
로마 티투스 개선문 내부 벽면으로, 예루살렘 함락 후 도시에서 열린 개선식 모습을 보여준다. 성전의 메노라가 승리 행렬에서 운반되는 모습이 보인다.

66년, 유다이아 속주의 유대인 인구는 제1차 유대-로마 전쟁, 또는 대반란으로 알려진 로마 제국에 대한 반란을 일으켰다. 당시 예루살렘은 유대 반란군 저항의 중심지였다. 잔인한 5개월간의 공성전 끝에, 미래 황제 티투스 휘하의 로마 군단은 70년에 예루살렘 대부분을 재정복하고 파괴했다. 또한 제2성전은 불탔고 남은 것은 성전이 서 있던 광장을 지지하던 거대한 외부(지지) 벽뿐이었는데, 이 벽의 일부는 통곡의 벽으로 알려지게 되었다. 티투스의 승리는 로마의 티투스 개선문에 의해 기념된다. 이 승리는 플라비우스 왕조가 제국에 대한 통치권을 주장하는 데 정당성을 부여했다. 예루살렘 함락을 축하하기 위해 로마에서 로마 개선식이 열렸고, 유명한 티투스 개선문을 포함한 두 개의 개선문이 이를 기념하기 위해 세워졌다. 성전에서 약탈된 보물들이 전시되었다.

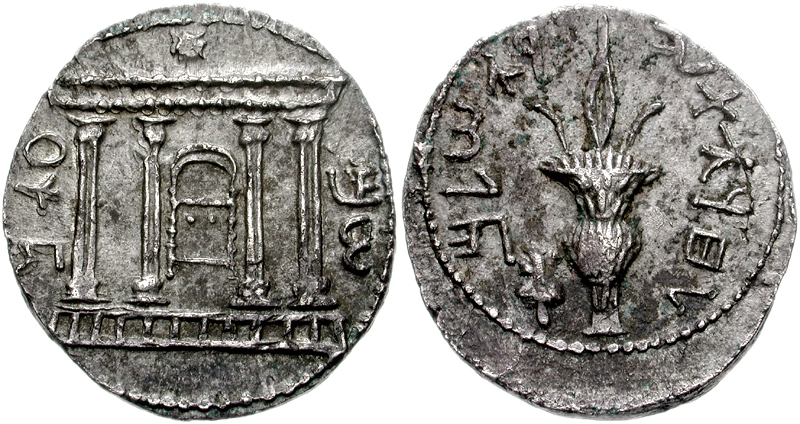
바르 코크바의 난 주화, 은 세켈 주화로 유대 성전 정면과 떠오르는 별이 있고, "시몬 바르 코크바" (앞면)라는 글자가 둘러싸고 있다. 뒷면에는 룰라브와 "예루살렘의 자유를 위해"라는 글자가 있다.

예루살렘은 나중에 로마 식민지 아일리아 카피톨리나로 재건되었다. 외래 숭배가 도입되었고 유대인들의 입장은 금지되었다. 아일리아 카피톨리나의 건설은 132년에 바르 코크바의 난이 발발한 직접적인 이유 중 하나로 여겨진다. 초기 승리로 시몬 바르 코크바의 지도 아래 유대인들은 3년 동안 유대의 대부분 지역에 독립 국가를 세울 수 있었지만, 예루살렘을 통제했는지는 불확실하다. 고고학 연구에 따르면 바르 코크바가 이 도시를 점령했다는 증거는 발견되지 않았다. 하드리아누스는 압도적인 병력으로 대응하여 반란을 진압하고 수십만 명의 유대인을 살해했으며, 도시를 로마 식민지로 재정착시켰다. 유대인들은 예루살렘 지역에서 추방되었고, 티샤 바브 (아브 월 9일) 날, 즉 두 성전의 파괴를 애도하는 금식일을 제외하고는 죽음의 고통을 무릅쓰고 도시 진입이 금지되었다.

## 고대 후기

### 후기 로마 시대

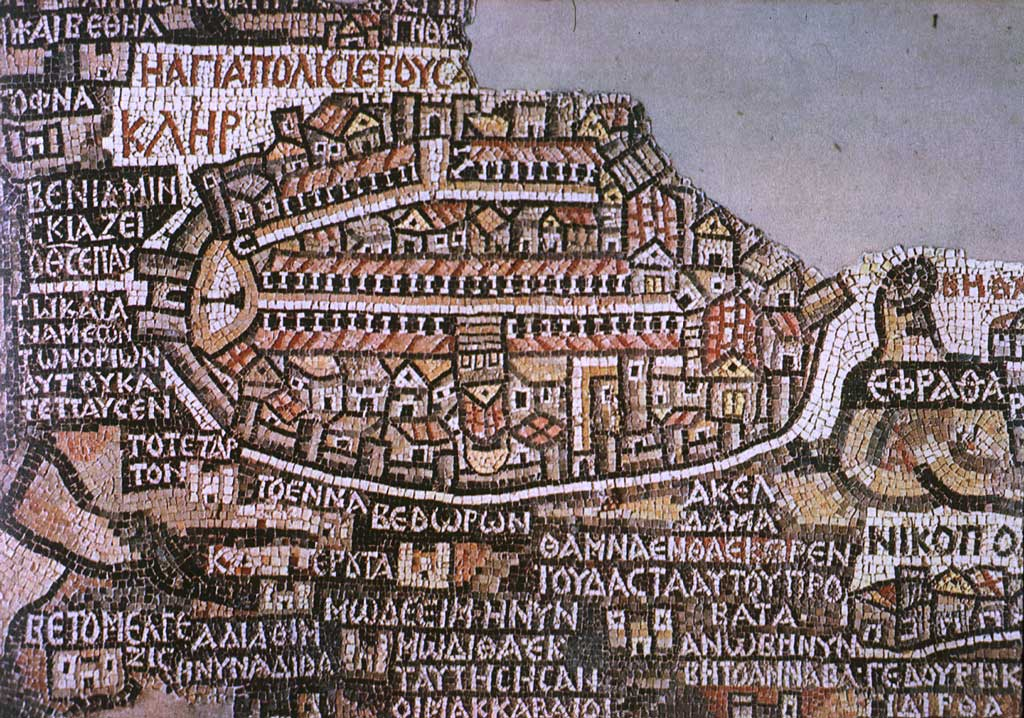
마다바 지도에 묘사된 6세기 예루살렘은 카르도 막시무스(도시의 주요 도로)가 북문(오늘날의 다마스쿠스 문)에서 시작하여 도시를 남쪽으로 "네아 교회"까지 직선으로 가로지르는 모습을 보여준다.

후기 로마 시대의 아일리아 카피톨리나는 로마 식민지였으며, 포룸과 로마 신들에게 바치는 신전 등 모든 전형적인 기관과 상징을 갖추고 있었다. 하드리아누스는 도시의 주요 포룸을 주 카르도와 데쿠마누스의 교차점에 두었는데, 이곳은 현재 (더 작은) 무리스타나가 위치한 곳이다. 그는 또한 유피테르에게 거대한 신전을 지었는데, 이 신전은 나중에 성묘교회 부지가 되었다. 이 도시는 성벽이 없었으며, 프레텐시스 제10군단의 경비대 소수가 방어했다. 다음 두 세기 동안 이 도시는 비교적 중요하지 않은 이교 로마 도시로 남아 있었다.
만하트의 로마 군단 묘지, 아인 야엘과 라마트 라헬의 로마 빌라 유적, 그리고 현대 예루살렘 경계 내에 있는 기브아 트 람 근처에서 발견된 제10군단의 가마터는 모두 아일리아 카피톨리나 주변의 농촌 지역이 로마화 과정을 겪었으며, 후기 로마 시대에 로마 시민과 로마 재향 군인들이 이 지역에 정착했음을 보여주는 징후이다. 유대인들은 로마의 속주로 남아 있는 동안에도 계속해서 도시 출입이 금지되었다.

### 비잔틴 시대
로마 제국의 기독교화 이후, 예루살렘은 기독교 예배의 중심지로 번성했다. 312년 하늘에서 십자가 환영을 보았다고 알려진 후, 콘스탄티누스 1세는 기독교를 선호하기 시작했고, 종교를 합법화하는 밀라노 칙령에 서명했으며, 그의 어머니 플라비아 율리아 헬레나 아우구스타를 예루살렘으로 보내 예수의 무덤을 찾게 했다. 헬레나는 순례를 위해 예루살렘으로 여행을 갔고, 그곳에서 예수가 십자가에 못 박히고, 묻히고, 부활한 장소를 확인했다. 그 자리에는 성묘교회가 건설되어 335년에 봉헌되었다. 헬레나는 또한 참된 십자가를 발견했다고 주장했다. 비잔틴 시대의 매장 유해는 오직 기독교인들로만 구성되어 있으며, 이는 비잔틴 시대 예루살렘의 인구가 아마도 기독교인들로만 구성되어 있었음을 시사한다.

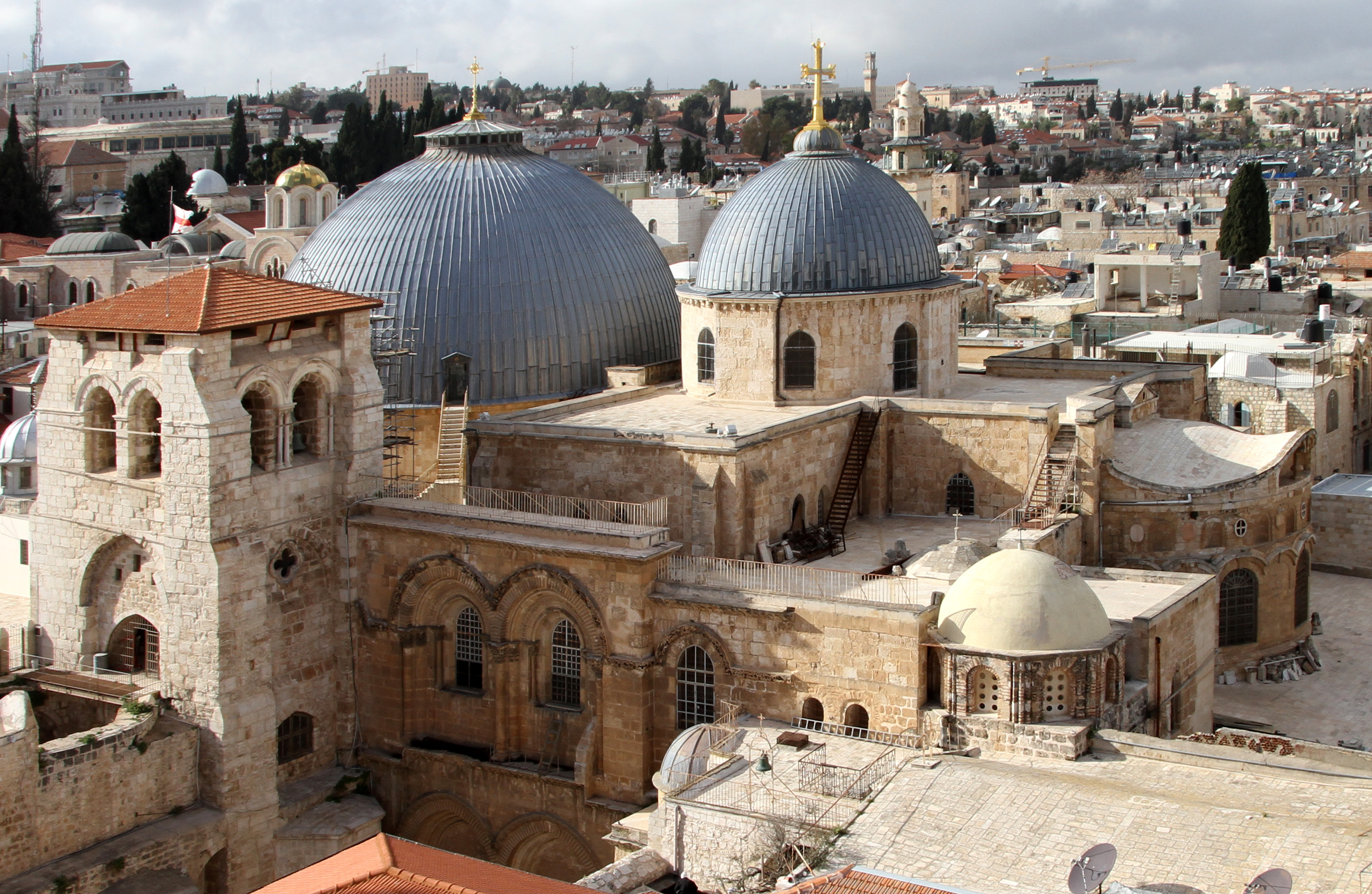
성묘교회: 예루살렘은 일반적으로 기독교의 발상지로 간주된다.

5세기에 로마 제국의 동방 연속국인 새로 이름 지어진 콘스탄티노폴리스의 지배를 받는 국가가 도시를 통제했다. 몇십 년 만에 예루살렘은 비잔틴에서 페르시아의 통치로, 그리고 다시 로마-비잔틴의 지배로 바뀌었다. 사산 제국의 호스로 2세가 7세기 초 시리아를 통과하여 진군한 후, 그의 장군인 샤흐르바라즈와 샤힌 바흐만자데간은 팔레스티나 프리마의 유대인들의 도움을 받아 예루살렘을 공격했는데, 이들은 비잔틴에 대항하여 봉기했었다.
예루살렘 사산 왕조 정복에서 21일간의 끊임없는 공성전 끝에 예루살렘은 함락되었다. 비잔틴 연대기는 사산 왕조와 유대인들이 도시에서 수만 명의 기독교인을 학살했으며, 많은 이들이 맘밀라 연못에서 학살되었고, 성묘교회를 포함한 그들의 기념물과 교회를 파괴했다고 전한다. 이 사건은 역사가들 사이에서 많은 논쟁의 대상이 되어왔다. 정복된 도시는 이라클리오스 황제가 629년에 재정복할 때까지 약 15년 동안 사산 왕조의 수중에 남아 있었다.

## 중세 시대

### 초기 이슬람 시대

#### 라시둔, 우마이야, 아바스 칼리파국

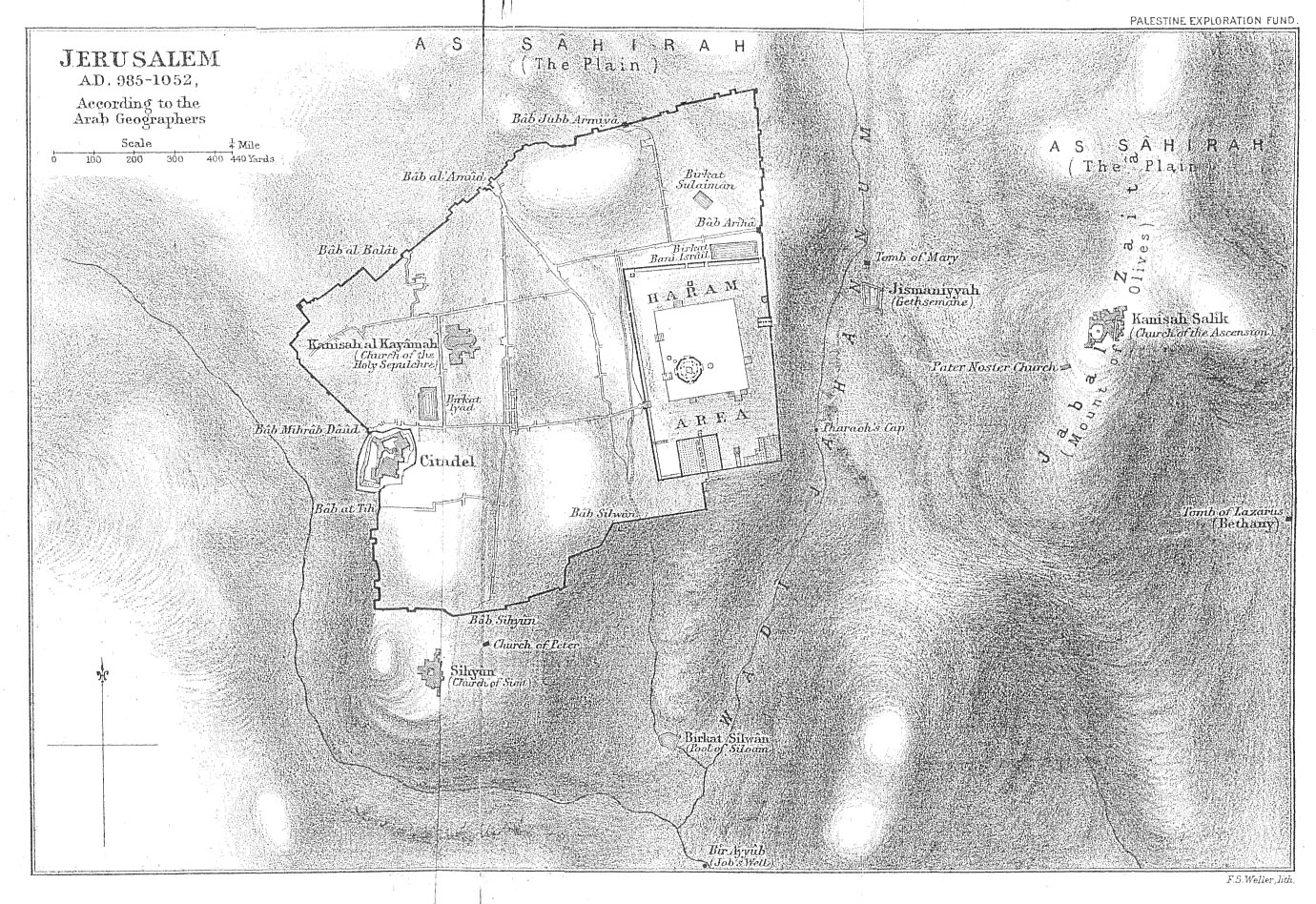
알무카다시와 같은 아랍인 지리학자들에 따르면 958년에서 1052년까지의 예루살렘 지도

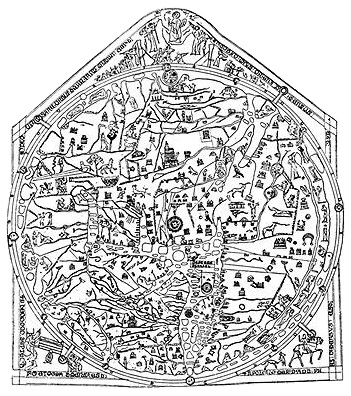
세상 중앙에 예루살렘이 묘사된 헤리퍼드 마파 문디

예루살렘은 638년에 아랍 칼리파국의 첫 정복지 중 하나였다. 당시 아랍 역사가들에 따르면, 라시둔 칼리프 우마르 이븐 알카타브는 직접 도시로 가서 항복을 받았으며, 그 과정에서 성전산을 청소하고 기도했다. 우마르 이븐 알카타브는 유대인들이 도시로 돌아와 로마인과 비잔틴인들에게 3세기 동안 추방당한 후 자유롭게 살고 예배할 수 있도록 허용했다.
이슬람 통치 초기에, 특히 우마이야 칼리파국 (650-750) 시대에 도시는 번성했다. 서기 691-692년경, 바위의 돔이 성전산에 건설되었다. 이는 모스크가 아니라 주춧돌을 신성시하는 성소이다. 알아크사 모스크도 7세기 후반 또는 8세기 초 우마이야 통치 하에 복합 단지의 남쪽 끝에 건설되었으며, 무함마드가 밤의 여행 중 방문했던 장소로 쿠란에 언급된 동명의 장소와 관련되어 있다. 쿠란에는 예루살렘이 어떤 이름으로도 언급되어 있지 않으며, 쿠란은 알아크사 모스크의 정확한 위치를 언급하지 않는다. 일부 학자들은 쿠란에 언급된 알아크사 모스크와 예루살렘의 성전산 사이의 연관성이 당시 그들의 적 아브드 알라 이븐 알-주바이르에 의해 통치되던 메카 성지의 명성을 경쟁하기 위한 우마이야 정치 의제의 결과라고 주장한다.
아바스 칼리파국 시대(750–969)는 초기 무슬림 시대 중 가장 문서화가 덜 된 시기이다. 성전산 지역은 알려진 건축 활동의 중심지였으며, 지진으로 손상된 구조물들이 수리되었다.
지리학자 이븐 하우칼과 알이스타크리(10세기)는 예루살렘을 "팔레스타인에서 가장 비옥한 지방"이라고 묘사하는 반면, 그 도시의 토박이이자 지리학자인 알무카다시 (946년 출생)는 그의 가장 유명한 저작인 '기후 지식의 가장 좋은 분류'에서 그 도시의 찬양에 많은 페이지를 할애했다. 무슬림 통치 하에서 예루살렘은 다마스쿠스, 바그다드, 카이로 등 수도들이 누렸던 정치적 또는 문화적 지위를 얻지 못했다. 알무카다시는 예루살렘의 아랍어 이름인 바이트 알무카다스에서 그의 이름을 따왔는데, 이는 히브리어 베이트 하미크다시(성전, 거룩한 집)와 언어적으로 동등하다.

#### 파티마 왕조 시대
초기 아랍 시대는 또한 종교적 관용의 시대였다. 그러나 11세기 초, 이집트의 파티마 칼리프 알하킴 비아므르 알라는 모든 교회의 파괴를 명령했다. 1033년, 또 다른 지진이 발생하여 알아크사 모스크가 심하게 손상되었다. 파티마 칼리프 알자히르는 1034년에서 1036년 사이에 모스크를 재건하고 완전히 보수했다. 본당의 수는 15개에서 7개로 대폭 줄었다. 알자히르는 현재 모스크의 기초 역할을 하는 중앙 홀과 통로의 네 아케이드를 건설했다. 중앙 통로는 다른 통로의 두 배 너비였고, 그 위에 목재로 만든 돔이 얹혀진 큰 박공 지붕이 있었다. 페르시아 지리학자 나시르 후스라우는 1047년 방문 중 알아크사 모스크를 다음과 같이 묘사한다.
하람 지역(귀족 성소)은 도시의 동쪽에 위치하며, 이 (구역)의 바자르를 통해 크고 아름다운 입구(다르가)로 이 지역에 들어간다. ... 이 입구를 지나면 오른쪽에 두 개의 큰 회랑(리워크)이 있는데, 각 회랑에는 29개의 대리석 기둥이 있으며, 기둥 머리와 기단은 유색 대리석으로 되어 있고 이음새는 납으로 고정되어 있다. 기둥 위에는 아치들이 솟아 있는데, 모르타르나 시멘트 없이 석조로 건설되었고, 각 아치는 5~6개 이하의 돌 블록으로 건설되었다. 이 회랑들은 막수라 근처까지 이어진다.

#### 셀주크 시대
알무스탄시르 빌라흐의 후계자인 알무스탄시르 빌라흐 치하에서 파티마 칼리파국은 카이로에서 권력을 놓고 파벌들이 다투면서 불안정과 쇠퇴의 시기에 접어들었다. 1071년, 예루살렘은 투르크 군벌 아티즈 이븐 우바크에게 점령되었는데, 그는 셀주크 튀르크가 중동 전역으로 확장하는 과정의 일환으로 시리아와 팔레스타인 대부분을 장악했다. 투르크인들은 독실한 순니파였기 때문에 파티마 왕조뿐만 아니라 한 세기 동안 파티마 통치 후 지배권을 잃었다고 생각하는 수많은 시아파 무슬림들에게도 반대했다. 1176년, 예루살렘에서 순니파와 시아파 간의 폭동이 일어나 후자들의 학살로 이어졌다. 도시의 기독교인들은 방해받지 않고 기독교 성지에 접근할 수 있었지만, 비잔티움과의 전쟁과 시리아의 일반적인 불안정은 유럽 순례자들의 도착을 방해했다. 셀주크인들은 또한 최근의 혼란으로 인한 손실에도 불구하고 어떤 교회도 수리하는 것을 금지했다. 이 시기에는 도시에 중요한 유대인 공동체가 없었던 것으로 보인다.
1086년, 다마스쿠스의 셀주크 아미르인 투투시 1세는 아르투크 베이를 예루살렘 총독으로 임명했다. 아르투크는 1091년에 사망했으며, 그의 아들 쇠크멘과 일가지가 그를 계승했다. 1098년 8월, 셀주크인들이 시리아에 제1차 십자군이 도착하여 혼란스러워하는 동안, 알아프달 샤한샤 총리 휘하의 파티마인들이 도시 앞에 나타나 포위 공격을 가했다. 6주 후, 셀주크 수비대는 항복했고 다마스쿠스와 디야르 바크르로 떠날 수 있도록 허락받았다. 파티마의 점령 후에는 대부분의 순니파가 추방되었고, 그들 중 많은 수가 살해되었다.

### 십자군/아이유브 시대
12세기와 13세기로 구성된 이 시기는 예루살렘 역사에서 때때로 중세 시대로 불린다.

#### 제1차 십자군 왕국 (1099–1187)

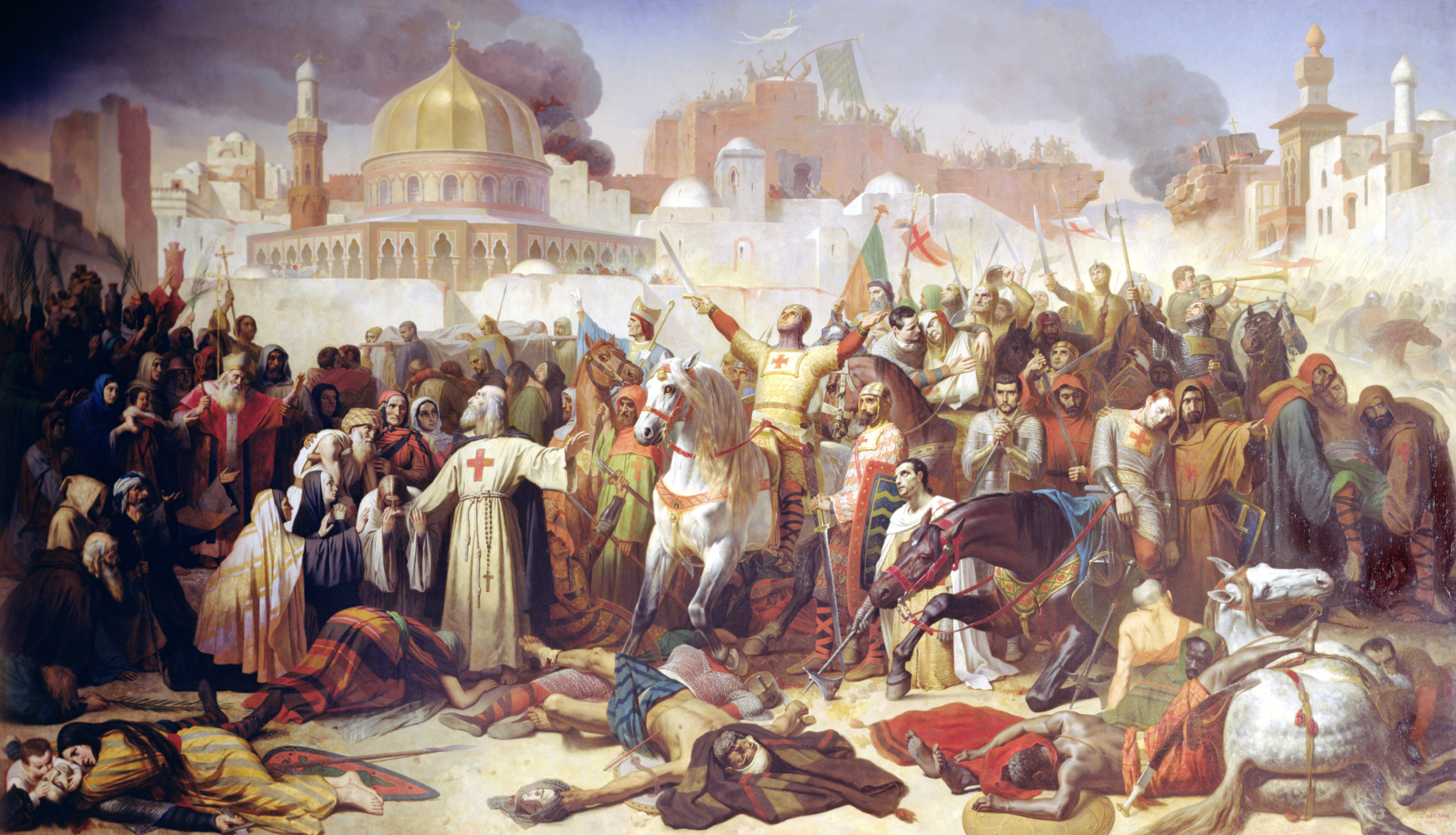
에밀 시뇰이 1847년에 그린 1099년 7월 15일 십자군에 의한 예루살렘 점령 유화 (베르사유 궁전)

예루살렘의 파티마 통치는 1099년 7월 제1차 십자군에 의해 점령되면서 끝났다. 점령은 거의 모든 무슬림과 유대인 주민의 학살을 동반했다. 예루살렘은 예루살렘 왕국의 수도가 되었다. 고드프루아 드 부용은 1099년 7월 22일 예루살렘 영주로 선출되었으나, 왕관을 쓰지 않고 1년 후에 사망했다. 남작들은 고드프루아의 형제인 보두앵, 에데사 백작에게 예루살렘 영주 자리를 제안했으며, 그는 1100년 크리스마스에 베들레헴 대성당에서 피사의 다임베르트 예루살렘 라틴 총대주교에게 대관식을 거행했다.
서유럽에서 온 기독교 정착민들은 그리스도의 생애와 관련된 주요 성지들을 재건하기 시작했다. 성묘교회는 거대한 로마네스크 양식의 교회로 야심차게 재건되었고, 성전산의 무슬림 성지(바위의 돔과 알아크사 모스크)는 기독교 목적으로 전환되었다. 구호기사단과 성전기사단이라는 기사단이 이 프랑크족 점령 시기에 시작되었다. 이 둘은 12세기에 예루살렘으로 여행하는 수많은 순례자들을 보호하고 돌볼 필요성에서 발전했다.

#### 아이유브 왕조 통치
예루살렘 왕국은 1291년까지 지속되었지만, 예루살렘 자체는 1187년에 살라딘에게 재점령되었고(예루살렘 공방전 (1187년) 참조), 살라딘은 모든 종교의 예배를 허용했다. 엘리야 바알 솀에 따르면, 11세기에는 독일계 유대인들이 예루살렘에 살았다. 이야기에 따르면, 독일어를 사용하는 유대인이 돌베르거라는 성씨를 가진 젊은 독일 남자의 목숨을 구했다. 따라서 제1차 십자군 기사들이 예루살렘을 포위하러 왔을 때, 돌베르거 가족 중 한 명이 팔레스타인의 유대인들을 구출하여 보름스라는 독일 도시로 데려가 은혜를 갚았다. 거룩한 도시에 독일 공동체가 있었다는 추가 증거는 11세기 후반에 독일에서 예루살렘으로 보내진 할라카 질문의 형태로 나타난다.

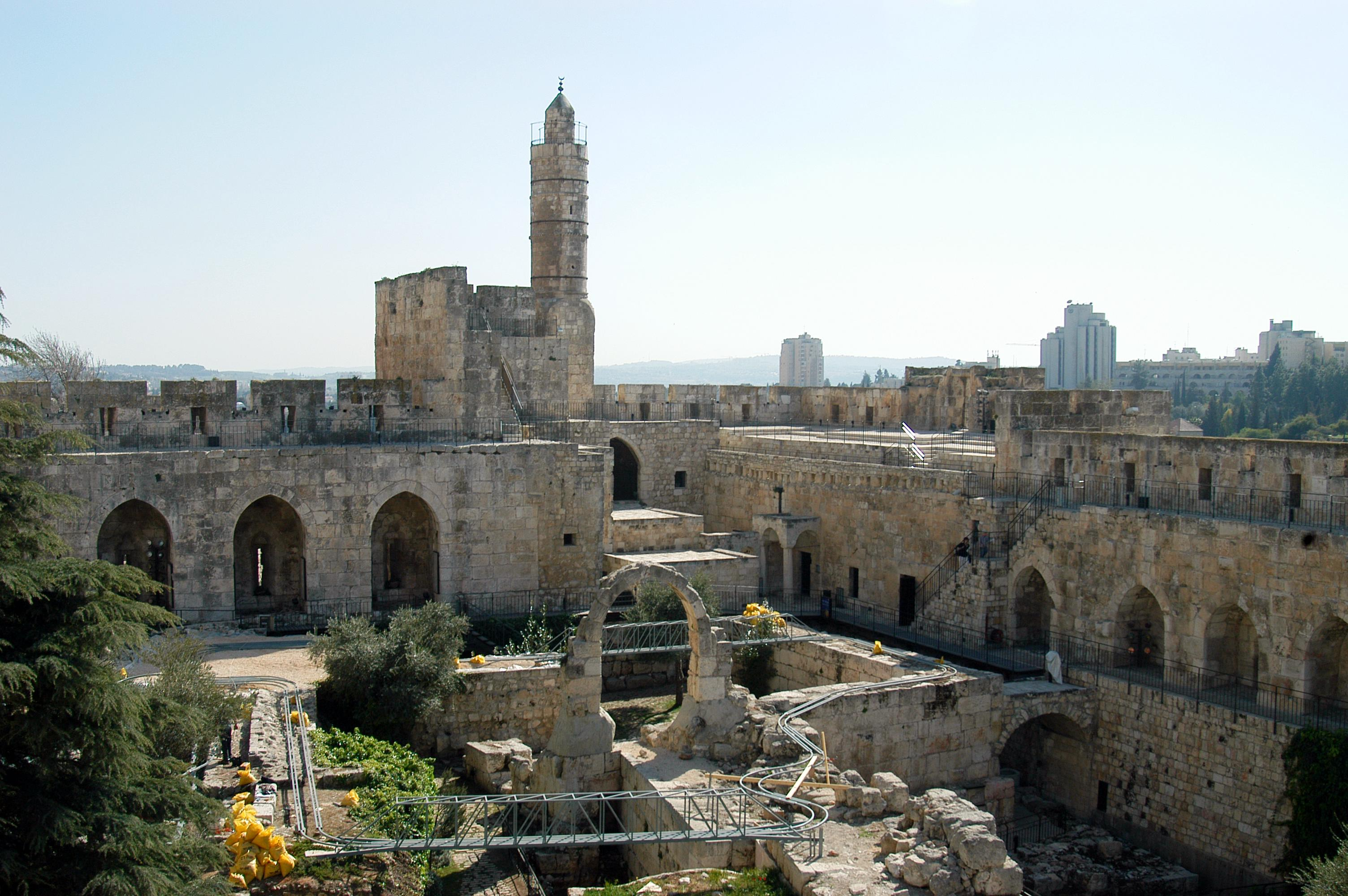
오늘날 예루살렘의 중세 다윗의 탑 (미그달 다윗)

1173년에 벤야민 투델라가 예루살렘을 방문했다. 그는 예루살렘을 야코비테, 아르메니아인, 그리스인, 조지아인들로 가득 찬 작은 도시로 묘사했다. 200명의 유대인들이 다윗의 탑 아래 도시의 한 구석에 살고 있었다. 1219년에 도시의 성벽은 아이유브 술탄국 다마스쿠스 술탄 알무아잠 이사의 명령으로 파괴되었다. 이로 인해 예루살렘은 무방비 상태가 되었고 도시의 지위에 큰 타격을 입었다. 아이유브인들은 평화 조약의 일환으로 도시를 십자군에게 양도할 것을 예상하고 성벽을 파괴했다. 1229년에 이집트의 통치자 알카밀과의 조약에 의해 예루살렘은 독일의 프리드리히 2세의 손에 들어왔다. 1239년에 10년간의 휴전이 만료된 후, 그는 성벽을 재건하기 시작했지만, 같은 해에 카라크의 아미르 안나시르 다우드에 의해 다시 파괴되었다.
1243년에 예루살렘은 다시 기독교인들의 손에 넘어갔고, 성벽은 수리되었다. 하와리즘 제국은 1244년에 도시를 점령했으며, 1247년에는 아이유브인들에게 쫓겨났다. 1260년에 훌라구 칸 휘하의 몽골군이 팔레스타인으로의 몽골 약탈을 감행했다. 당시 예루살렘은 전략적으로 중요한 정착지로 간주되지 않았기 때문에 몽골군이 예루살렘에 있었는지는 불분명하다. 그러나 예루살렘에 있던 일부 유대인들이 일시적으로 이웃 마을로 도피했다는 보고가 있다.

### 맘루크 시대
1250년 아이유브 왕조 내의 위기는 맘루크의 권력 장악과 맘루크 술탄국으로의 전환을 가져왔으며, 이는 바흐리 왕조와 부르지 왕조 시대로 나뉜다. 아이유브인들은 시리아에서 권력을 유지하려고 노력했지만, 1260년 몽골 침략으로 이는 끝이 났다. 맘루크 군대는 몽골 침략군을 물리쳤고, 그 결과 바이바르스, 즉 맘루크 국가의 진정한 창시자가 이집트, 레반트, 헤자즈의 통치자로 부상했다.:54 맘루크인들은 1260년부터 1516년까지 예루살렘을 포함한 팔레스타인을 통치했다. 1260년 이후 수십 년 동안 그들은 이 지역에 남아있는 십자군 국가들을 제거하기 위해 노력했다. 이들 중 마지막 국가는 1291년 아크레 함락으로 패배했다.:54
예루살렘은 맘루크 건축의 중요한 후원지였다. 이 시기 도시의 빈번한 건축 활동은 13세기부터 15세기에 걸쳐 지어진 90개의 남아 있는 건축물에서 증명된다. 건축물의 종류는 마드라사, 도서관, 병원, 캐러밴서라이, 분수(또는 사빌), 공중목욕탕 등이 있었다. 대부분의 건축 활동은 성전산 또는 하람 알샤리프의 가장자리에 집중되었다. 이곳의 오래된 문들은 중요성을 잃고 새로운 문들이 건설되었으며, 성전산 광장 가장자리를 따라 북쪽과 서쪽 회랑의 상당 부분이 이 시기에 건설되거나 재건되었다. 안나시르 무함마드 통치 기간 동안 시리아를 담당했던 맘루크 아미르 탄키즈는 1336-7년에 수크 알캇타틴(면 시장)이라는 새로운 시장을 건설했으며, 이 시장에서 성전산으로 접근할 수 있는 밥 알캇타닌(면 문)이라는 문도 함께 건설했다. 후기 맘루크 술탄 알아슈라프 카이트베이 또한 이 도시에 관심을 가졌다. 그는 1482년에 완공된 마드라사 알-아슈라피야와 1482년 직후에 건설된 인근의 카이트베이의 샘을 의뢰했으며, 둘 다 성전산에 위치했다. 카이트베이의 기념물들은 이 도시에서 마지막 주요 맘루크 건축물이었다.:589–612

#### 유대인의 존재
의심스러운 진위의 출처를 기반으로 한 랍비 유대교 전통에 따르면 1267년 유대 카탈루냐 현자 나흐마니데스가 예루살렘으로 여행하여, 나중에 그의 이름을 따서 명명된 람반 회당을 세웠는데, 오늘날 예루살렘에서 두 번째로 오래된 현존하는 회당으로, 약 300년 전에 지어진 카라이트 유대인 회당 다음이다. 학자들은 람반 회당의 건축 시기를 13세기 또는 그 이후로 본다.

#### 라틴교의 존재

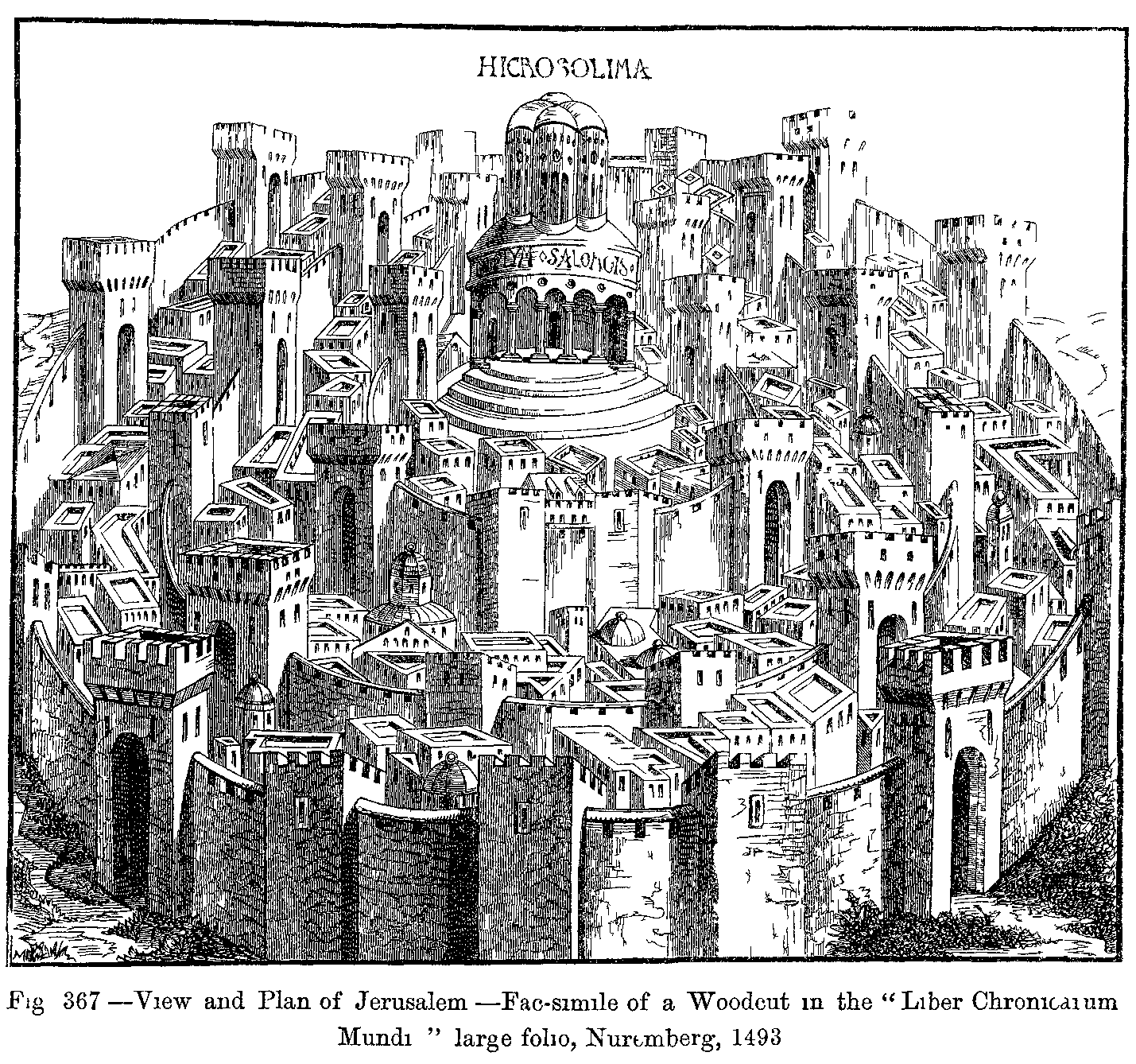
예루살렘의 전경과 계획. 1493년 뉘른베르크에서 발행된 '세계 연대기 서(Liber Chronicarum Mundi)' 목판화.

아시시의 프란치스코가 창립한 프란치스코회 종교 단체의 초대 관구장 또는 상급자는 아시시의 형제 엘리아였다. 1219년에 창립자 자신이 무슬림을 형제가 아닌 적으로 간주하지 않고 복음을 전하기 위해 이 지역을 방문했다. 이 임무는 이집트의 술탄 말리크 알카밀과의 만남으로 이어졌는데, 그는 그의 특이한 행동에 놀랐다. 프란치스코회 동방 관구는 키프로스, 시리아, 레바논, 그리고 거룩한 땅까지 확장되었다. 아크레 함락(1291년 5월 18일) 이전에, 프란치스코회 수도원은 아크레, 시돈, 안티오키아, 트리폴리, 야파, 그리고 예루살렘에 있었다.
키프로스에서 라틴 예루살렘 왕국 말기에 피난처를 찾았던 프란치스코회는 기독교 정부와 이집트 맘루크 술탄국 간의 좋은 정치적 관계를 고려하여 예루살렘으로의 복귀를 계획하기 시작했다. 1333년경 프랑스 수사 로제 게랭은 시온산에 있는 최후의 만찬실(최후의 만찬이 열린 방)과 그 근처에 수사들을 위한 수도원을 건설할 토지를 나폴리 왕과 왕비가 제공한 자금으로 구입하는 데 성공했다. 아비뇽, 1342년 11월 21일자 두 교황 칙서인 '그라티아스 아기무스'와 '누페르 카리시마에'를 통해 교황 클레멘스 6세는 거룩한 땅의 프란치스코회 구속(Custodia Terrae Sanctae)으로 알려지게 될 새로운 단체를 승인하고 창설했다.
어떤 교구 출신이든 시온산 수도원의 수호자(상급자)의 관할 하에 있는 수사들은 예루살렘, 최후의 만찬실, 성묘교회, 그리고 베들레헴 탄생 대성당에 있었다. 그들의 주요 활동은 이러한 기독교 성지에서 전례 생활을 보장하고 서유럽에서 오는 순례자들과 이집트, 시리아, 레바논의 주요 도시에 거주하거나 통과하는 유럽 상인들에게 영적 지원을 제공하며, 동방 기독교 공동체와 직접적이고 권위 있는 관계를 유지하는 것이었다.
시온산 수도원은 브라더 알베르토 다 사르테아노가 피렌체 공의회 (1440) 동안 그리스인, 콥트인, 에티오피아인 등 동방 기독교인들의 로마와의 연합을 위한 교황 임무를 수행하는 데 사용되었다. 같은 이유로 브라더 조반니 디 칼라브리아가 이끄는 일행은 에티오피아의 기독교 네구스를 만나러 가는 길에 예루살렘에 들렀다 (1482).
1482년에 방문한 도미니코회 사제 펠릭스 파브리는 예루살렘을 "세계 여러 나라 사람들의 거주지이며, 마치 온갖 종류의 혐오스러운 것들이 모인 곳"이라고 묘사했다. "혐오스러운 것들"로 그는 사라센, 그리스인, 시리아인, 야코비테, 에티오피아인, 네스토리우스파, 아르메니아인, 그레고리안, 마론파, 투르크멘, 베두인, 어쌔신, 아마도 드루즈 종파, 맘루크, 그리고 그가 "가장 저주받은 자들"이라고 언급한 유대인들을 나열했다. 그러나 1491-1492년에 예루살렘을 방문했던 보헤미아 출신의 기독교 순례자는 그의 책 '예루살렘 여행'에서 다음과 같이 썼다: "예루살렘의 기독교인들과 유대인들은 모두 극심한 빈곤과 큰 궁핍 속에서 살았으며, 기독교인은 많지 않지만 유대인은 많고, 무슬림들은 이들을 여러 가지 방식으로 박해한다. 기독교인과 유대인들은 예루살렘에서 방랑하는 거지에게나 어울리는 옷을 입고 다닌다. 무슬림들은 유대인들이 이곳이 자신들에게 약속된 성지라고 생각하고 심지어 말하며, 이곳에 사는 유대인들은 다른 곳의 유대인들에게 거룩하게 여겨진다는 것을 알고 있다. 왜냐하면 무슬림들이 그들에게 가하는 모든 고난과 슬픔에도 불구하고 그들은 이 땅을 떠나기를 거부하기 때문이다." 오직 라틴 기독교인들만이 "기독교 제후들이 와서 온 나라를 로마 교회의 권위 아래 두기를 온 마음으로 간절히 바랐다".

## 근세

### 초기 오스만 시대
1516년, 예루살렘은 오스만 제국에 의해 대시리아와 함께 점령되었고, 쉴레이만 1세 통치 아래 재건과 평화의 시대를 누렸으며, 이는 오늘날 예루살렘 구시가를 형성하는 성벽 건설을 포함한다. 성벽의 윤곽은 대체로 다른 오래된 요새의 윤곽을 따른다. 쉴레이만과 그 이후의 오스만 술탄들의 통치는 "종교적 평화"의 시대를 가져왔다. 유대인, 기독교인, 무슬림은 종교의 자유를 누렸고, 같은 거리에 회당, 교회, 모스크를 찾을 수 있었다. 제국이 쉴레이만 1세 이후 제대로 관리되지 않아 경제적 침체가 있었음에도 불구하고 도시는 모든 종교에 개방되어 있었다.

#### 라틴교의 존재
1551년 수사들은 튀르크인들에 의해 최후의 만찬실과 인접한 수도원에서 추방당했다. 그러나 그들은 도시 북서부 지역에 조지아인 수녀 수도원을 구입할 허가를 받았고, 이곳은 예루살렘의 수호 본부의 새로운 중심지가 되어 라틴 성 살바도르 수도원(아랍어로 Dayr al Ātīn دير الاتين دير اللاتين로 알려짐)으로 발전했다.)

#### 유대인의 존재
1700년, 유다 헤하시드는 수 세기 만에 에레츠 이스라엘로 향하는 가장 큰 규모의 조직적인 유대인 이민자 집단을 이끌었다. 그의 제자들은 후르바 회당을 지었는데, 이 회당은 18세기부터 1948년 아랍 군단에 의해 파괴될 때까지 예루살렘의 주요 회당 역할을 했다. 이 회당은 2010년에 재건되었다.

#### 지역 권력 대 중앙 권력
총독 메흐메드 파샤 쿠르드 바이람의 혹독한 세금 정책과 도시 후방에 대한 군사 작전에 대응하여 예루살렘의 유력자들은 지역 농민과 베두인과 동맹을 맺고 나키브 알-아슈라프 반란으로 알려진 오스만 제국에 대항하여 반란을 일으켜 1703년부터 1705년까지 도시를 장악했으며, 그 후 황제군이 다시 오스만 권위를 확립했다. 이 반란을 이끌었던 예루살렘의 알-와파이야 알-후사이니 가문이 권력을 잃게 되면서, 알-후사이니 가문이 이 도시의 주요 가문 중 하나가 되는 길을 열었다. 반란 이후 수천 명의 오스만 군대가 예루살렘에 주둔하면서 지역 경제가 쇠퇴했다.

## 근현대 시대

### 후기 오스만 시대

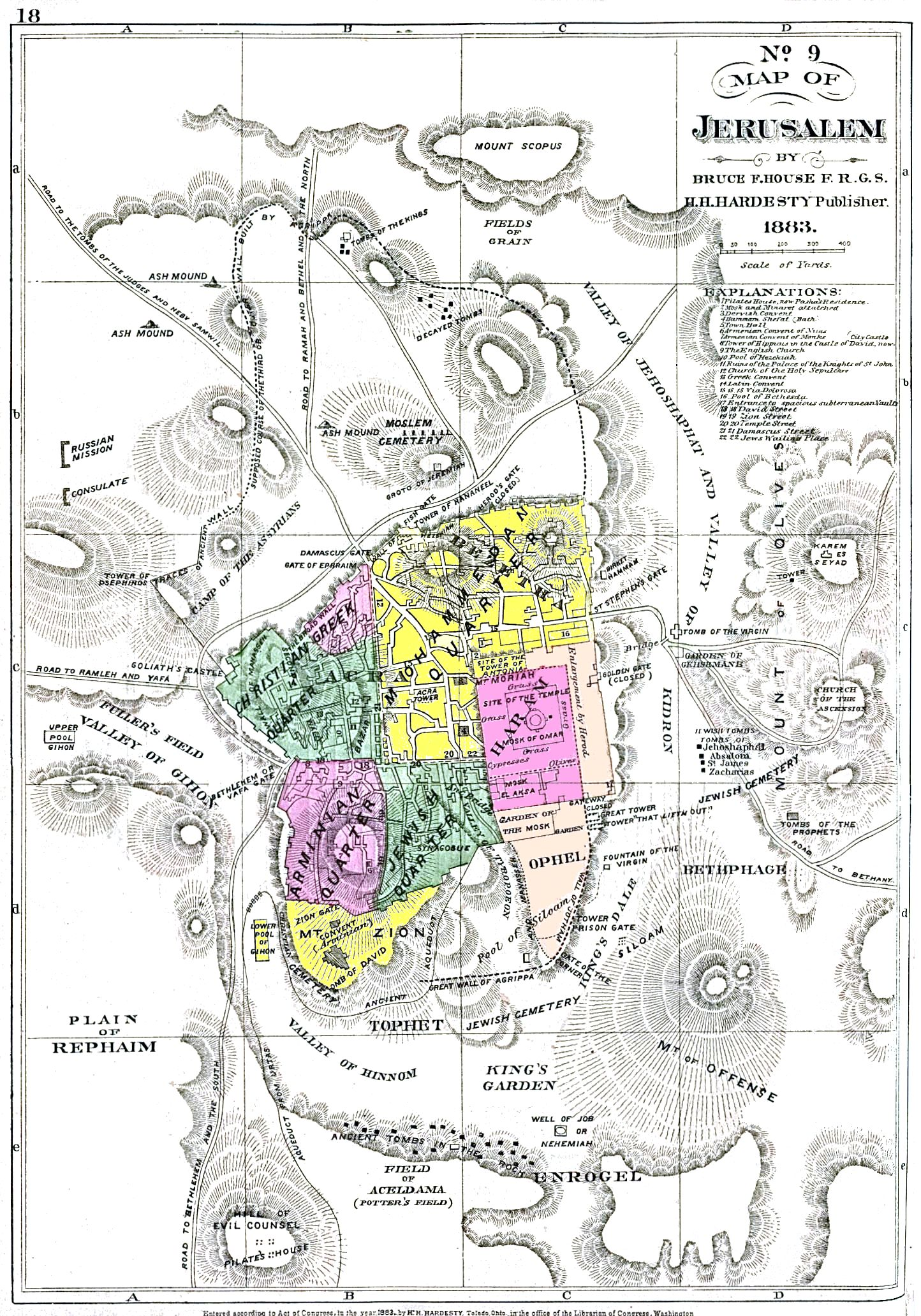
1883년 예루살렘 지도

19세기 중반, 오스만 제국이 쇠퇴하면서 예루살렘은 인구가 8,000명을 넘지 않는 오지였다. 그럼에도 불구하고, 유대교, 기독교, 이슬람교에 대한 중요성 때문에 당시에도 매우 이질적인 도시였다. 인구는 유대인, 기독교인, 무슬림, 아르메니아인의 네 가지 주요 공동체로 나뉘었고, 이 중 처음 세 공동체는 정확한 종교적 소속이나 출신 국가에 따라 수많은 하위 집단으로 더 나눌 수 있었다. 성묘교회는 동방 정교회, 가톨릭, 아르메니아 사도교회, 콥트 정교회, 에티오피아 정교회 사이에 세심하게 분할되었다. 그룹 간의 긴장이 너무 깊어서 성지와 그 문 열쇠는 한 쌍의 '중립적인' 무슬림 가족이 보관했다.
1854년 뉴욕 데일리 트리뷴에 기고한 기사에서 카를 마르크스는 19세기 중반 예루살렘의 인구 통계와 생활 조건에 대해 상세하고 비통한 설명을 제공했다. 그는 도시의 다양한 공동체, 특히 유대인 인구가 직면한 혹독한 현실에 초점을 맞췄다. 마르크스는 다음과 같이 썼다.
[...] 예루살렘의 정착 인구는 약 15,500명이며, 그 중 4000명은 무슬림이고 8000명은 유대인이다. 전체의 약 4분의 1을 차지하는 무슬림은 튀르크인, 아랍인, 무어인으로 구성되어 있으며, 콘스탄티노폴리스 정부의 약점에 전혀 영향을 받지 않으므로 모든 면에서 당연히 지배자이다. 시온과 모리아 사이의 더러운 구역에 있는 하레스-엘-야후드(hareth-el-yahoud)라는 도시에서 가장 더러운 구역에 거주하며, 그들의 회당이 위치한 예루살렘 유대인들의 비참함과 고통에 비할 바가 없다 – 무슬림의 억압과 불관용의 끊임없는 대상이며, 그리스인들에게 모욕당하고, 라틴인들에게 박해받으며, 유럽 형제들이 보내는 소액의 자선금으로만 살아가고 있다.

당시 공동체들은 주로 주요 성지 주변에 위치했다. 무슬림 공동체는 성전산 주변(북동쪽)에, 기독교인들은 주로 성묘교회 주변(북서쪽)에, 유대인들은 대부분 통곡의 벽 위쪽 경사면(남동쪽)에, 아르메니아인들은 시온 문 근처(남서쪽)에 살았다. 이러한 분할이 배타적이지는 않았지만, 이는 영국 위임통치 기간(1917년-1948년) 동안 네 구역의 기초를 형성했다.
도시의 장기적인 영향력을 가진 몇 가지 변화는 19세기 중반에 발생했다. 그 영향은 오늘날에도 느껴지며, 예루살렘에 대한 이스라엘-팔레스타인 분쟁의 근원에 있다. 이 중 첫 번째는 중동과 동유럽에서 유대인 이민자들이 조금씩 유입된 것이었다. 최초의 이민자들은 정통파 유대교인들이었다. 일부는 예루살렘에서 죽음을 맞이하고 올리브산에 묻히기 위해 온 노인들이었고, 다른 일부는 가족들과 함께 메시아의 도래를 기다리기 위해 왔으며, 지역 인구에 새로운 활력을 불어넣었다. 동시에 유럽 식민 강대국들은 오스만 제국의 임박한 붕괴를 앞두고 영향력을 확장하기 위해 도시에서 발판을 마련하기 시작했다. 이 시기는 또한 기독교 부흥의 시대였으며, 많은 교회들이 무슬림, 특히 유대인들 사이에서 개종시키기 위해 선교사를 파견했는데, 이것이 그리스도의 재림을 앞당길 것이라고 믿었다. 마지막으로, 유럽 식민주의와 종교적 열정의 결합은 성경 속의 땅들, 특히 예루살렘에 대한 새로운 과학적 관심으로 표현되었다. 고고학 및 기타 탐험은 몇 가지 놀라운 발견을 했고, 이는 예루살렘에 대한 관심을 더욱 증폭시켰다.
1860년대에, 면적이 1제곱킬로미터에 불과한 도시는 이미 과밀 상태였다. 그리하여 도시 성벽 밖 예루살렘의 일부인 신시가지 건설이 시작되었다. 새로운 지역을 확보하기 위해 러시아 정교회는 야파 문에서 수백 미터 떨어진 곳에 현재 러시아 공동체로 알려진 복합 단지를 건설하기 시작했다. 예루살렘 성벽 밖 주거 정착촌 건설 시도는 유대인들이 힌놈 골짜기를 가로질러 시온 문이 내려다보이는 언덕에 작은 단지를 건설하면서 시작되었다. 미슈케노트 샤아난임으로 알려진 이 정착촌은 결국 번성하여 구시가지 서쪽과 북쪽에 다른 새로운 공동체들이 생겨나는 선례를 만들었다. 시간이 지나면서 공동체들이 성장하고 지리적으로 연결되면서 이곳은 신시가지로 알려지게 되었다.
1882년에 약 150 가구의 유대인 가족이 예멘에서 예루살렘으로 이주했다. 처음에는 예루살렘의 유대인들에게 받아들여지지 않았고, 그들을 가드 지파라고 부르는 스웨덴-미국 식민지의 기독교인들의 도움으로 궁핍한 환경에서 살았다. 1884년에 예멘인들은 실로암으로 이주했다.

### 영국 위임통치 기간

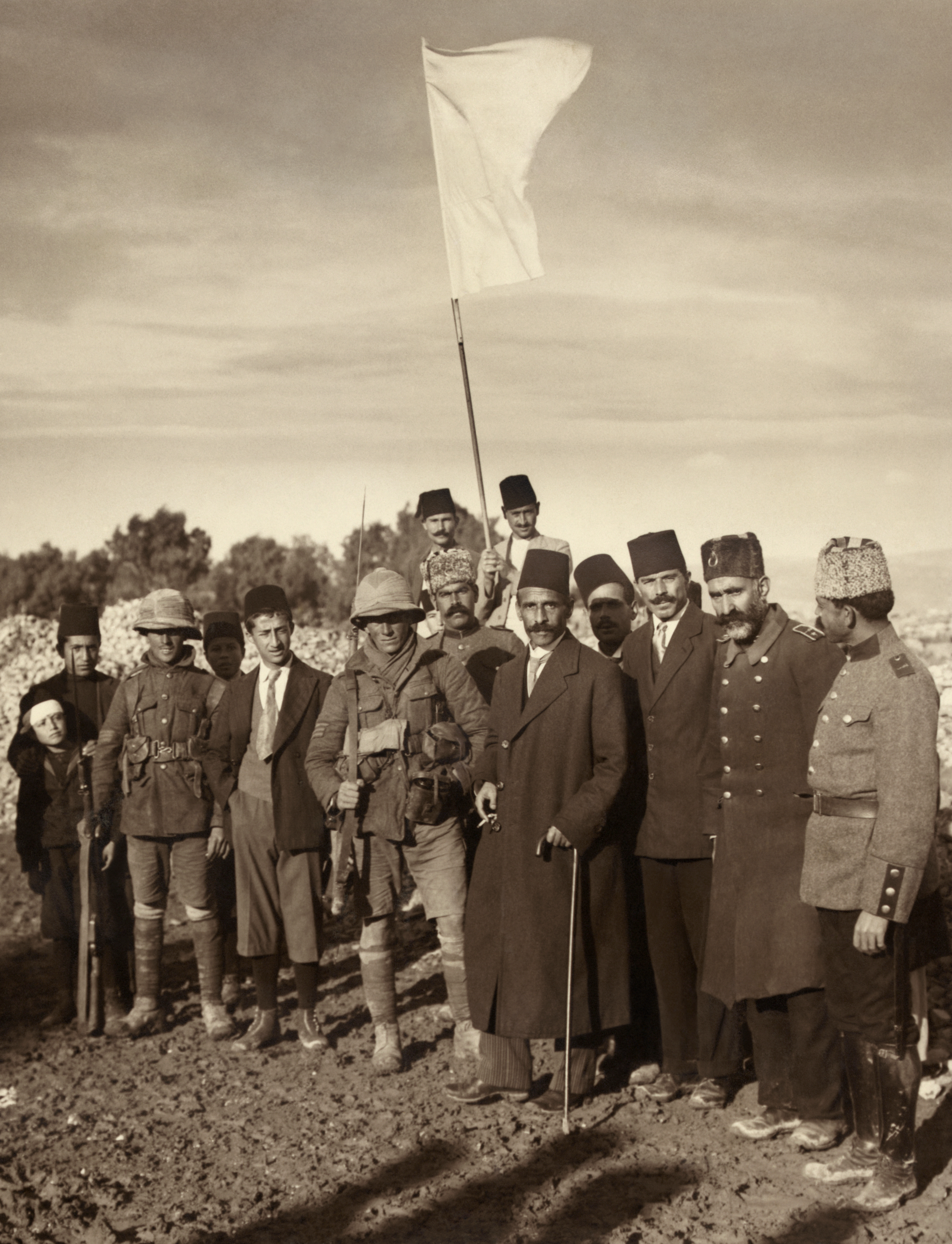
1917년 12월 9일, 영국에 대한 오스만 예루살렘의 항복

영국은 제1차 세계 대전 중 중동에서 오스만 제국에 승리했고, 시나이-팔레스타인 전역에서 승리하면서 제국을 해체하는 한 걸음을 내디뎠다. 이집트 원정군의 총사령관인 에드먼드 앨런비 경은 성스러운 도시에 대한 존경의 표시로 1917년 12월 11일 걸어서 예루살렘에 입성했다.
앨런비 장군이 1917년 오스만 제국으로부터 예루살렘을 점령했을 무렵, 신시가지는 각기 다른 민족적 특징을 지닌 동네와 공동체들로 이루어진 누더기처럼 되어 있었다. 이는 영국 통치 하에서도 계속되었는데, 예루살렘 신시가지가 구시가지 성벽 밖으로 확장되었고, 예루살렘 구시가지는 점차 빈곤한 구시가지 정도로 전락했다. 도시의 초대 영국 군정장관인 로널드 스토어스 경은 도시의 새로운 건물들이 사암으로 외장되어야 한다고 요구하는 도시 계획 명령을 내렸고, 이로써 도시가 확장되는 동안에도 전체적인 모습을 어느 정도 보존할 수 있었다. 예루살렘 친선 협회는 영국 통치 도시의 전망에 중요한 역할을 했다.
영국은 오스만 통치에 뿌리를 둔 상충되는 요구에 대처해야 했다. 상수도, 전기 공급 및 트램 시스템 건설에 대한 협정 – 모두 오스만 당국이 부여한 특허에 따라 –은 예루살렘 시와 그리스 시민 유리피데스 마브로마티스가 1914년 1월 27일에 서명했다. 이러한 특허에 따른 작업은 시작되지 않았고, 전쟁이 끝날 무렵 영국 점령군은 그 유효성을 인정하기를 거부했다. 마브로마티스는 자신의 특허가 정부가 1921년에 루텐베르크에게 부여한 아우자 특허와 중복되며, 자신이 합법적인 권리를 박탈당했다고 주장했다. 영국이 이전에 폐지하려 시도했음에도 불구하고 유효했던 마브로마티스 특허는 성묘교회 주변 반경 20 km (12 mi) 내의 예루살렘과 다른 지역(예: 베들레헴)을 포함했다.
1922년, 국제연맹은 로잔 회의에서 영국에게 팔레스타인 위임통치령, 인접한 트란스요르단 토후국, 그리고 그 너머의 메소포타미아 위임통치령을 관리하도록 위임했다. 1922년부터 1948년까지 도시의 총 인구는 52,000명에서 165,000명으로 증가했으며, 이 중 3분의 2는 유대인, 3분의 1은 아랍인(무슬림과 기독교인)이었다. 아랍 기독교인 및 무슬림과 증가하는 예루살렘 유대인 인구 간의 관계는 악화되어 반복적인 불안을 야기했다. 특히 예루살렘은 1920년 네비 무사 폭동과 1929년 팔레스타인 폭동의 영향을 받았다. 영국 통치 하에 도시의 서부와 북부에 새로운 정원 교외가 건설되었고, 예루살렘 히브리 대학교와 같은 고등 교육 기관이 설립되었다. 하닷사 의료 센터와 히브리 대학교라는 두 가지 중요한 새로운 기관이 예루살렘의 스코푸스산에 설립되었다. 폭력 수준은 1930년대와 1940년대 내내 계속해서 증가했다. 1946년 7월, 지하 시온주의 단체인 이르군의 회원들이 영국군이 임시로 주둔하고 있던 다윗 왕 호텔의 일부를 폭파하여 91명의 민간인 사망으로 이어졌다.
1947년 11월 29일, 유엔 총회는 1947년 유엔 팔레스타인 분할안을 승인하여 팔레스타인 위임통치령을 유대 국가와 아랍 국가 두 개로 분할하도록 했다. 각 국가는 치외법권적 교차로로 연결된 세 개의 주요 구역과 야파의 아랍 비영토 지역으로 구성될 예정이었다. 확장된 예루살렘은 국제 관리 하에 놓일 예정이었다.

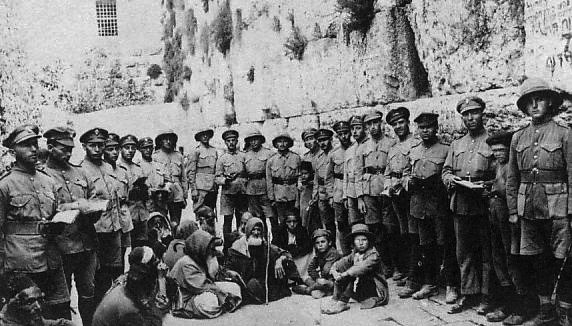
1917년 영국군 예루살렘 정복에 참여한 유대인 군단 병사들이 통곡의 벽에 서 있다
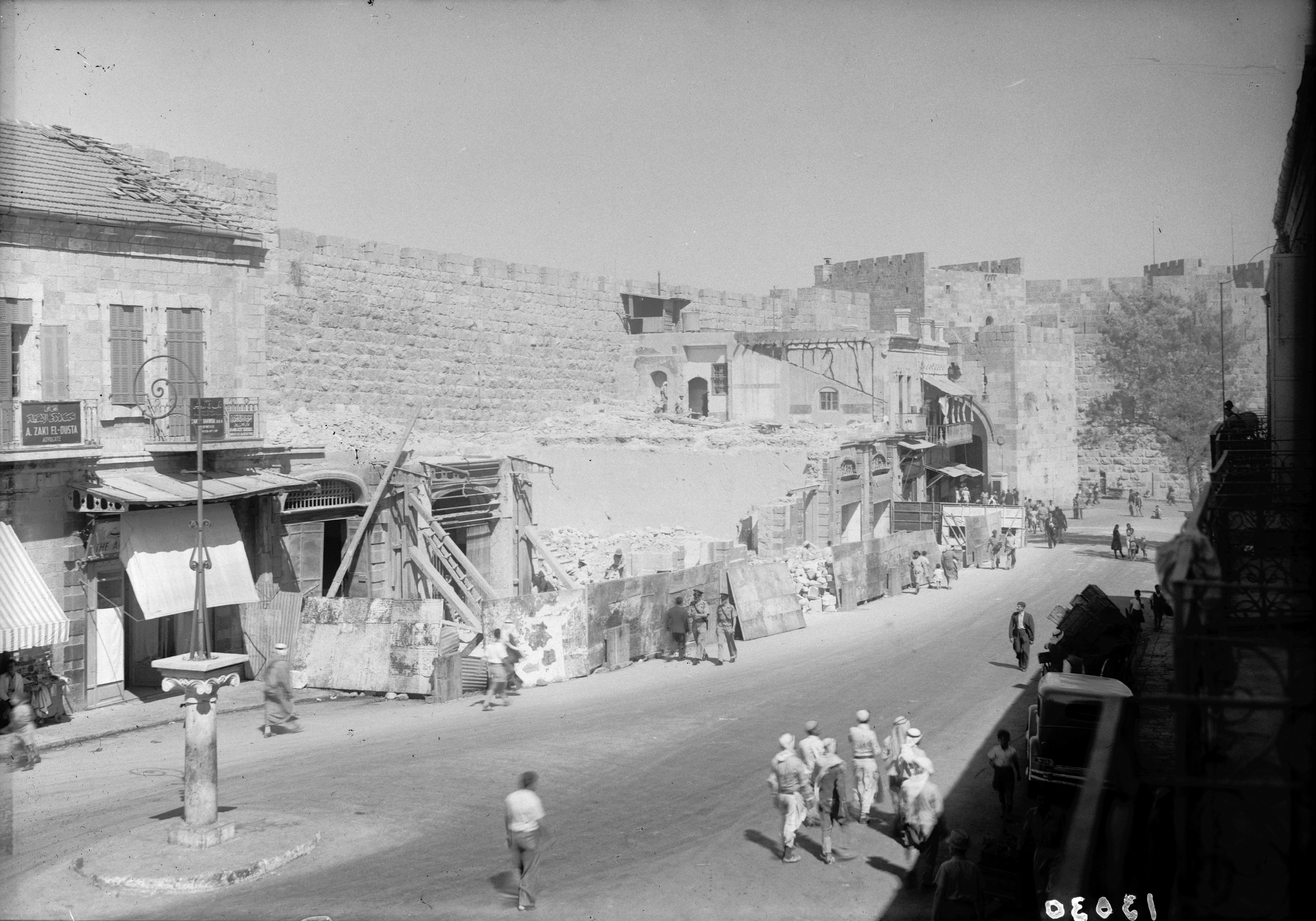
1944년 영국이 역사적인 성벽을 가리는 최근 건축물을 철거하는 동안의 예루살렘 야파 문
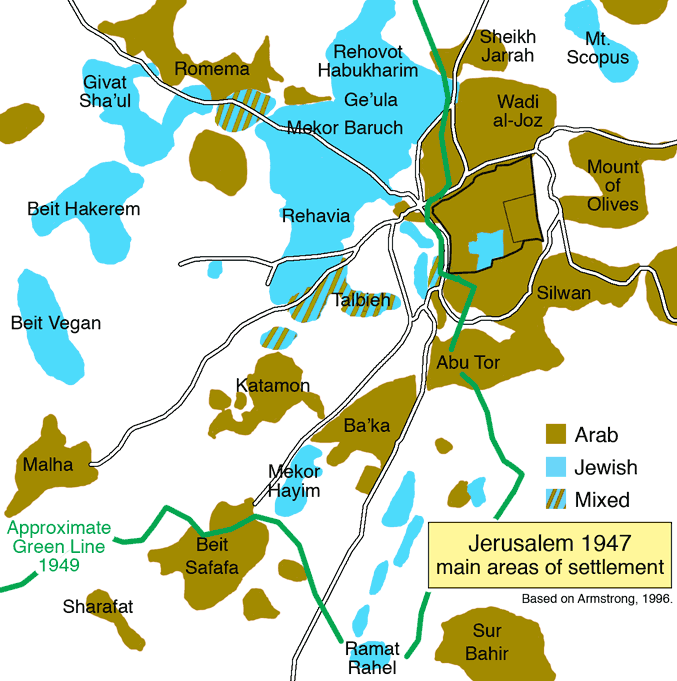
1947년 예루살렘의 주요 주거 지역
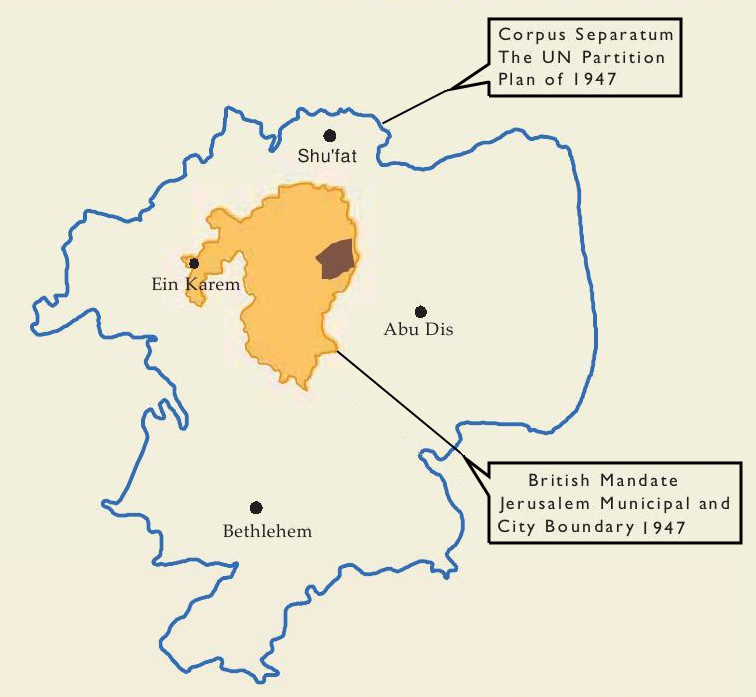
1947년 예루살렘의 경계와 제안된 코르푸스 세파라툼의 경계.

### 이스라엘과 요르단 간의 전쟁과 분할 (1948년–1967년)

#### 1948년 전쟁

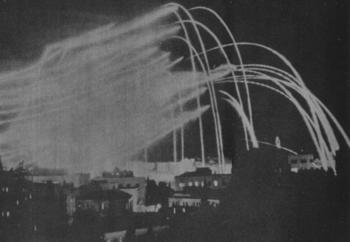
1948년 전쟁 중 예루살렘을 포격하는 요르단 포병

분할 이후 예루살렘을 위한 싸움은 격화되었고, 영국, 유대인, 아랍인 측 모두에서 전투원과 민간인 모두에게 큰 사상자가 발생했다. 1948년 3월 말, 영국군 철수 직전, 그리고 영국군이 개입을 점점 더 꺼려하면서, 예루살렘으로 가는 도로는 아랍 불규칙 병력에 의해 차단되어 도시의 유대인 인구가 포위되었다. 포위는 결국 풀렸지만, 1948년 5월 영국 위임통치령이 끝나고 1948년 아랍-이스라엘 전쟁이 시작되기 전에 양측 모두에서 민간인 학살이 발생했다.
1948년 아랍-이스라엘 전쟁은 아랍인과 유대인 인구의 대규모 이주를 초래했다. 베니 모리스에 따르면, 양측의 폭도와 민병대 폭력으로 인해 구시가지에 거주하던 3,500명의 유대인(대부분 초정통파 유대인) 중 1,500명이 서예루살렘으로 대피했다. 유대인 구역도 참조. 비교적 인구가 많았던 아랍 마을 리프타 (오늘날 예루살렘 경계 내)는 1948년 이스라엘 군대에 의해 점령되었고, 주민들은 트럭에 실려 동예루살렘으로 이송되었다. 데이르 야신, 아인 카렘, 말차 마을과 예루살렘 구시가지 서쪽에 위치한 탈비야, 카타몬, 바카, 맘밀라, 아부 토르와 같은 동네도 이스라엘의 통제 하에 놓였고, 주민들은 강제로 이주당했다. 이스라엘 역사가 베니 모리스와 팔레스타인 역사가 왈리드 할리디 등에 의해 기록된 바와 같이, 일부 경우 추방과 학살이 발생했다.
1948년 5월, 미국 영사 토마스 C. 왓슨이 YMCA 건물 밖에서 암살당했다. 4개월 후 유엔 중재자 폴케 베르나도테 백작도 예루살렘 카타몬 지구에서 유대인 슈턴 그룹에 의해 총격으로 사망했다.

### 요르단과 이스라엘 간의 분할 (1948년–1967년)

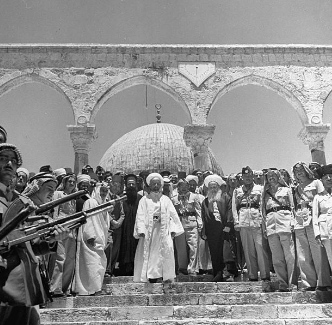
1948년 요르단의 압둘라 1세 국왕이 예루살렘의 바위의 돔을 방문하고 있다.

유엔은 1947년 팔레스타인 분할안에서 예루살렘을 국제 관리 하의 도시로 제안했다. 이 도시는 아랍 국가에 완전히 둘러싸여 있었고, 국제 예루살렘을 유대 국가와 연결하는 고속도로만이 있었다.
1948년 아랍-이스라엘 전쟁 이후 예루살렘은 분할되었다. 신시가지의 서쪽 절반은 새로 형성된 이스라엘 국가의 일부가 되었고, 동쪽 절반은 구시가지와 함께 요르단에 점령되었다.
데이비드 긴에 따르면,
유대인의 성지에 관하여 요르단은 1949년 4월 3일 이스라엘과의 휴전 협정 제8.2조에 규정된 바와 같이, 관할권 하의 성지, 주로 통곡의 벽과 올리브산의 중요한 유대인 묘지에 유대인의 자유로운 접근을 포함한 문제들을 논의하기 위한 위원회를 임명하겠다는 약속을 위반했다. 요르단은 묘지에 새로운 도로를 포장하는 것을 허용했고, 묘비는 요르단 군대 진영에서 포장재로 사용되었다. 시몬 더 저스트 동굴은 마굿간이 되었다.
제럴드 M. 스타인버그에 따르면, 요르단은 예루살렘 구시가지에 있는 57개의 고대 회당, 도서관, 종교 연구 센터를 약탈했으며, 그 중 12개는 의도적으로 완전히 파괴되었다. 남아 있는 건물들은 훼손되어 사람과 동물의 거주지로 사용되었다. 구시가지를 '개방 도시'로 선언하고 이러한 파괴를 막아달라는 호소가 유엔과 국제 사회에 제기되었지만, 아무런 응답이 없었다. (후르바 회당도 참조)
1950년 1월 23일, 크네세트는 예루살렘을 이스라엘의 수도로 선포하는 결의안을 통과시켰다.

### 이스라엘 건국

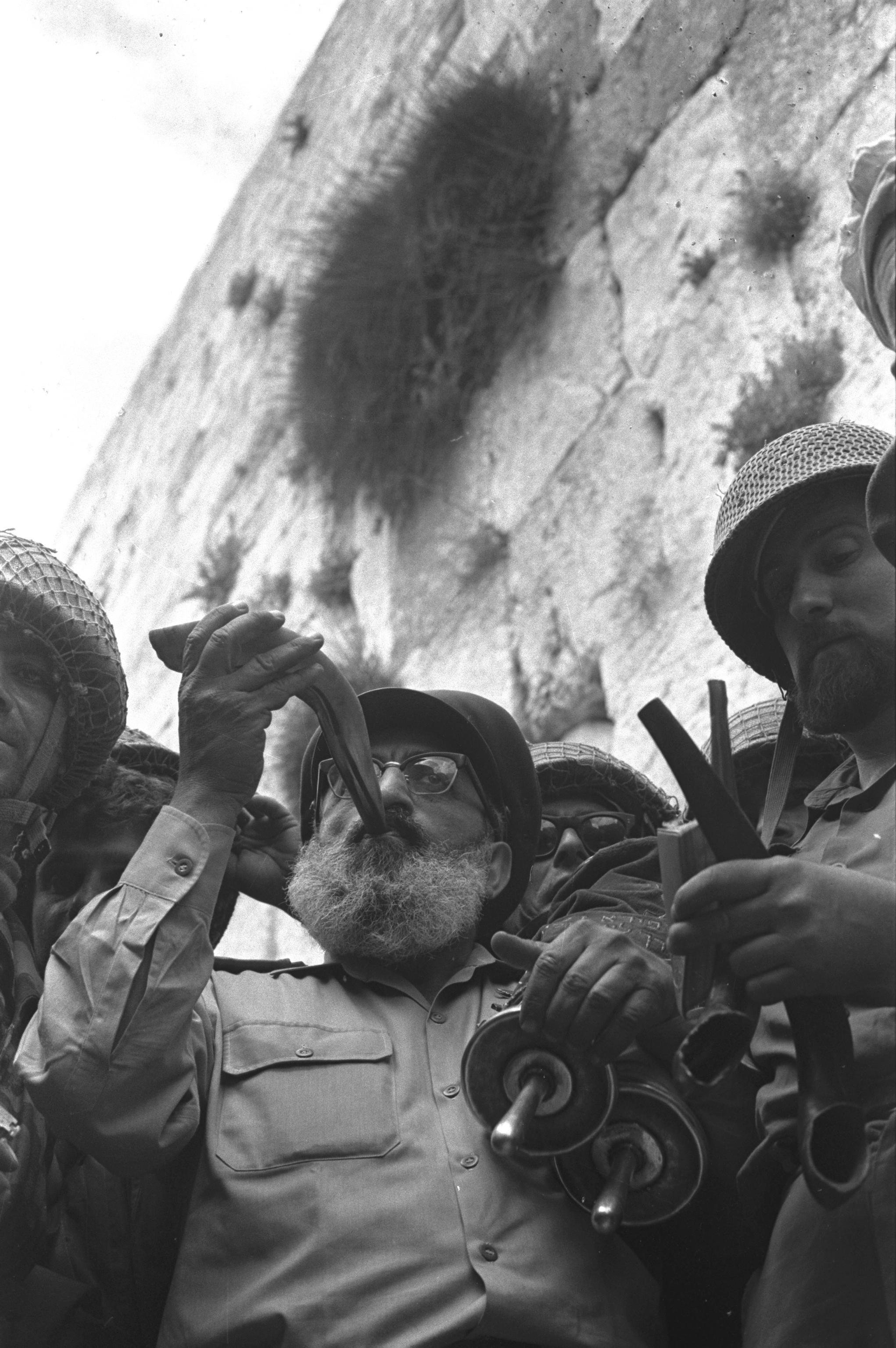
제3차 중동 전쟁 중 통곡의 벽을 점령한 후 그 앞에서 쇼파르를 부는 이스라엘 방위군 수석 랍비 슐로모 고렌이 이스라엘 방위군 병사들에게 둘러싸여 있다.

동예루살렘은 1967년 6월 7일 제3차 중동 전쟁 중에 이스라엘 방위군에게 점령되었다. 6월 11일 이스라엘은 7세기 된 모로코인 구역을 철거했으며, 그와 함께 2개의 모스크를 포함한 14개의 종교 건물과 650명이 거주하던 135채의 주택을 파괴했다. 이후 통곡의 벽에 인접한 공공 광장이 그 자리에 건설되었다. 그러나 와크프 (이슬람 신탁 재산)는 성전산의 관리를 부여받았고, 이후 성전산에서의 유대인 기도는 이스라엘 당국과 와크프 당국 모두에 의해 금지되었다.
대부분의 유대인들은 이 사건을 도시의 해방으로 기념했다. 새로운 이스라엘 공휴일인 예루살렘의 날이 제정되었고, 가장 인기 있는 세속 히브리어 노래인 "예루살렘 오브 골드"는 축하 노래로 인기를 얻었다. 오늘날 이스라엘 국가의 많은 대규모 국가 행사들이 통곡의 벽에서 열리는데, 여기에는 다양한 이스라엘군 장교 부대의 취임식, 현충일에 전사한 이스라엘 군인들을 위한 추모식과 같은 국가 행사, 이스라엘 독립기념일의 대규모 축하 행사, 유대교 공휴일의 수만 명의 대규모 모임, 그리고 정기적인 참석자들의 매일 기도 등이 포함된다. 통곡의 벽은 주요 관광 명소가 되었다.
이스라엘의 통제 하에, 모든 종교의 구성원들은 대체로 그들의 성지에 접근할 수 있다. 주요 예외는 요르단강 서안 지구와 가자 지구의 일부 아랍인들이 예루살렘에 접근할 수 없기 때문에 성지에 접근하는 데 부과되는 보안 제한뿐만 아니라, 정치적인 동기(작은 그룹으로 성전산을 걸을 수는 있지만, 그곳에서 기도하거나 공부하는 것은 금지됨)와 종교적인 명령(지성소가 있던 곳으로 추정되는 곳을 유대인이 침범하는 것을 금지함) 때문에 유대인들이 성전산을 방문하는 데 제한이 있다는 점이다. 1969년 알아크사 모스크에 대한 심각한 방화 공격 (정신이상자로 법원에서 판명된 호주 근본주의 기독교인 데니스 마이클 로한에 의해 시작됨) 이후 모스크에 대한 공격 가능성에 대한 우려가 제기되었다. 이스라엘 총리 베냐민 네타냐후의 지시로 아랍 구역에 있는 통곡의 벽 터널의 출입구가 개방된 후 폭동이 발생했는데, 이전 총리 시몬 페레스는 평화를 위해 이를 보류하도록 지시한 바 있다 (그는 "천 년 이상 기다렸으니, 좀 더 기다려도 된다"고 말했다).
반대로 이스라엘과 다른 유대인들은 와크프가 성전산에서 진행하는 발굴 작업이 성전 유적을 훼손할 수 있다는 우려를 표명했으며, 특히 솔로몬의 마굿간 북쪽에서 진행된 발굴 작업은 이스라엘 당국의 압력으로 비상 출구를 만들기 위한 것이었다. 일부 유대인 소식통은 와크프의 솔로몬 마굿간 발굴 작업이 남쪽 벽도 심각하게 훼손했다고 주장하지만, 2004년 동쪽 벽을 손상시킨 지진도 원인일 수 있다.
동예루살렘의 지위는 매우 논쟁적인 문제로 남아 있다. 국제사회는 도시 동부의 합병을 인정하지 않고 있으며, 대부분의 국가들은 텔아비브에 대사관을 유지하고 있다. 2018년 5월 미국과 과테말라는 대사관을 예루살렘으로 옮겼다. 유엔 안전 보장 이사회 결의 제478호는 크네세트의 1980년 "예루살렘법"이 예루살렘을 이스라엘의 "영원하고 불가분의" 수도로 선언한 것은 "무효이며 즉시 철회되어야 한다"고 선언했다. 이 결의안은 회원국들에게 징벌적 조치로 도시에서 외교 대표부를 철수할 것을 권고했다. 유엔 안보리는 또한 동예루살렘을 포함한 1967년에 점령된 영토에서의 이스라엘 정착촌 건설을 비난했다 (UNSCR 452호, 465호, 741호 참조).
이스라엘이 1967년 동예루살렘을 장악한 이래로, 유대인 정착민 단체들은 실로암과 같은 지역에 유대인 주거지를 건설하려고 노력해 왔다. 1980년대에 하레츠는 주택부가 "당시 아리엘 샤론의 지휘 하에 구시가지와 인접한 실로암 지역의 부동산을 부재자 재산으로 선언하여 통제권을 확보하기 위해 노력했다. 일부 거래가 불법적이라는 의혹이 제기되었고, 조사 위원회는 수많은 결함을 발견했다." 특히, 유대인 단체들이 제기한, 해당 지역의 아랍 주택이 부재자 재산이라는 진술서는 관재인에 의해 현장 방문이나 다른 후속 조치 없이 받아들여졌다. 하레츠가 동예루살렘의 "유대화"를 촉진한다고 말하는 정착촌 조직인 엘아드와 아테레트 코하님 조직은 실로아의 예멘 마을 재건 위원회와 협력하여 실로암에 유대인 정착촌을 늘리기 위해 노력하고 있다.
유대인 구역 (예루살렘) 참조.

## 역사 서술
도시가 이스라엘 내셔널리즘과 팔레스타인 내셔널리즘에서 차지하는 중심적인 위치를 고려할 때, 5,000년의 거주 역사를 요약하는 데 필요한 선택성은 종종 이념적 편향이나 배경의 영향을 받는다. 예를 들어, 도시 역사의 유대인 시대는 현대 유대인이 이스라엘 민족에서 유래하고 계승되었다는 주장을 하는 이스라엘 민족주의자들에게 중요하며, 반면 도시 역사의 이슬람 시대는 현대 팔레스타인인이 이 지역에 살았던 모든 다른 민족들의 후손이라고 주장하는 팔레스타인 민족주의자들에게 중요하다. 결과적으로 양측 모두 상대방이 도시에 대한 자신들의 상대적 주장을 강화하기 위해 도시의 역사를 정치화했다고 주장하며, 이는 도시 역사의 다양한 사건과 시대에 대해 다른 저자들이 다른 초점을 두는 것으로 입증된다.